# Aubigny-sur-Nère
Pour les articles homonymes, voir Aubigny et Nère.
Aubigny-sur-Nère est une commune française située dans le département du Cher en région Centre-Val de Loire. Elle prend place dans le Nord du Cher, dont elle est la principale localité, à la limite des régions naturelles de Sologne, en particulier la Sologne caillouteuse, et du Pays-Fort, dans l'ancienne province du Berry. La ville est couramment appelée Pays des Écossais ou cité des Stuarts en raison de sa relation historique avec l'Écosse, toujours entretenue.

## Géographie

### Description

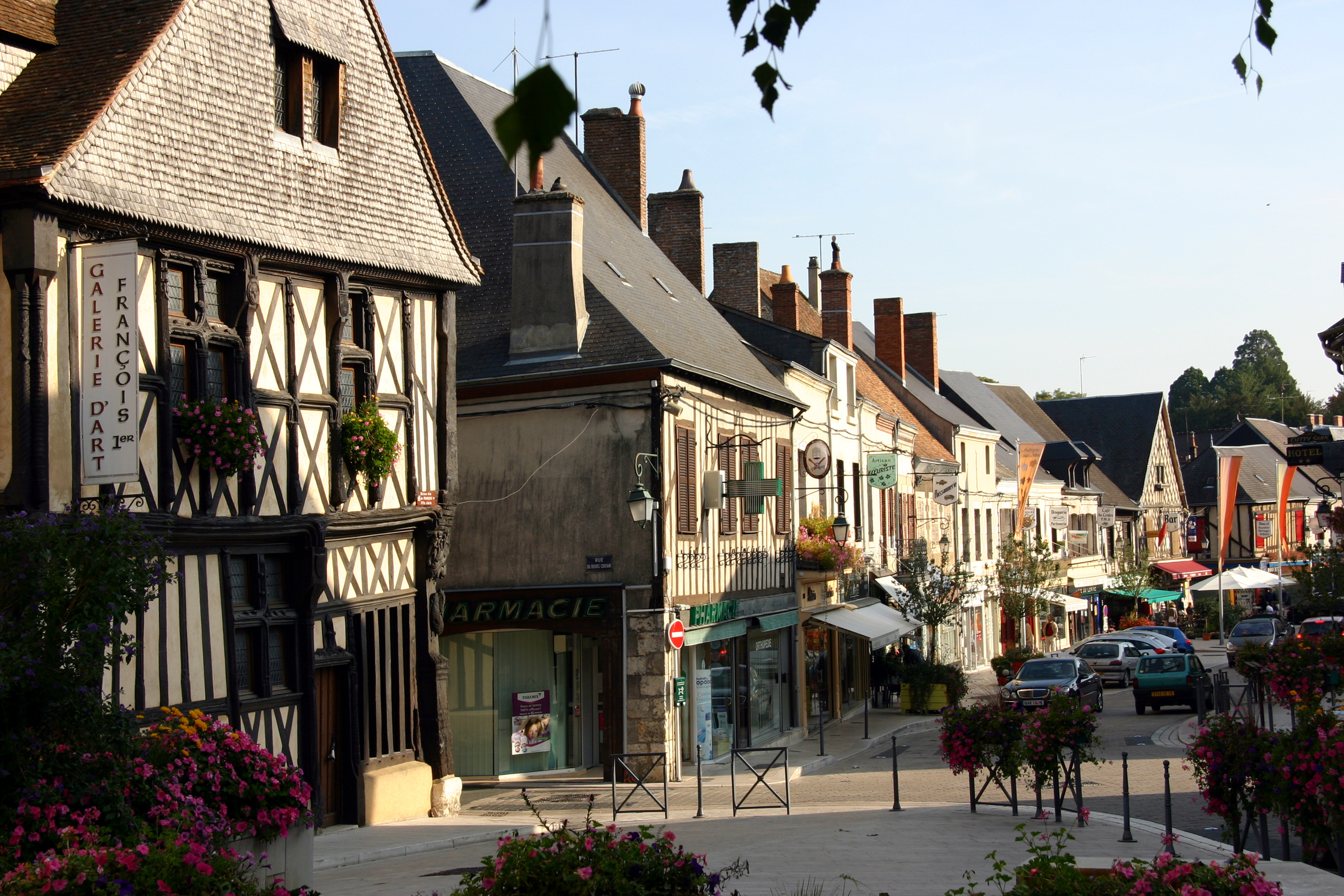
Le centre-ville.

La commune a pour pôle commerçant la rue du Prieuré allant de l'église Saint-Martin au château des Stuarts. Les autres commerces se concentrent principalement autour de la place Adrien-Arnoux et dans la rue du Charbon. Elle compte également trois zones d'activités : celle du Champ des Tailles, du Gorgeot et du Guidon.
Un marché hebdomadaire se tient le samedi matin, accueillant jusqu'à 70 étals.

### Localisation
La commune est également située à 50 km de Bourges, préfecture du département du Cher, à 69 km d'Orléans, capitale de la région Centre-Val de Loire et à 177 km de Paris.
Le territoire communal est bordé au sud-ouest par le bois de la Théau, comportant un domaine de chasse de 450 hectares.

### Communes limitrophes
La ville d'Aubigny-sur-Nère est située à 8,3 km d'Argent-sur-Sauldre, à 8,8 km de Blancafort, à 6,7 km de Oizon, à 8 km d'Ennordres, à 11,1 km de Ménétréol-sur-Sauldre, à 9,3 km de Sainte-Montaine et à 13,9 km de Clémont.

### Accès et transports
Aubigny-sur-Nère est traversée par la route départementale 940, et par plusieurs autres routes secondaires telles que la D 30, la D 21, D 23, D 30, D 924, D 13 et la D 923.
Une navette BUS TER régulière du Réseau de mobilité interurbaine (Rémi) permet de se rendre à Gien, à 29 kilomètres, en partant du parking du Pré-qui-Danse pour se rendre à la gare de Gien.
Durant une étape du France Mobilités Tour (discussions pour améliorer les conditions de mobilités dans les territoires ruraux) le 3 février 2020, tenue à Aubigny-sur-Nère, a été présentée une navette gratuite électrique de transport en commun, accessible aux personnes en situation de handicap. Puis le 15 septembre 2021 cette même navette a été inaugurée. Celle-ci est en service le mardi matin, le mercredi et le samedi matin. 17 stations permettent de relier les différents quartiers de la ville au centre-ville. Son nom, Nessy, est une référence à la créature légendaire écossaise du monstre du loch Ness. Le 15 septembre 2022 la navette arrive au terme de son année d'expérimentation. Le coût du projet est estimé à 87 000 euros sur un an, dont 21 000 euros sont financés par la commune d'Aubigny-sur-Nère.

### Hydrographie

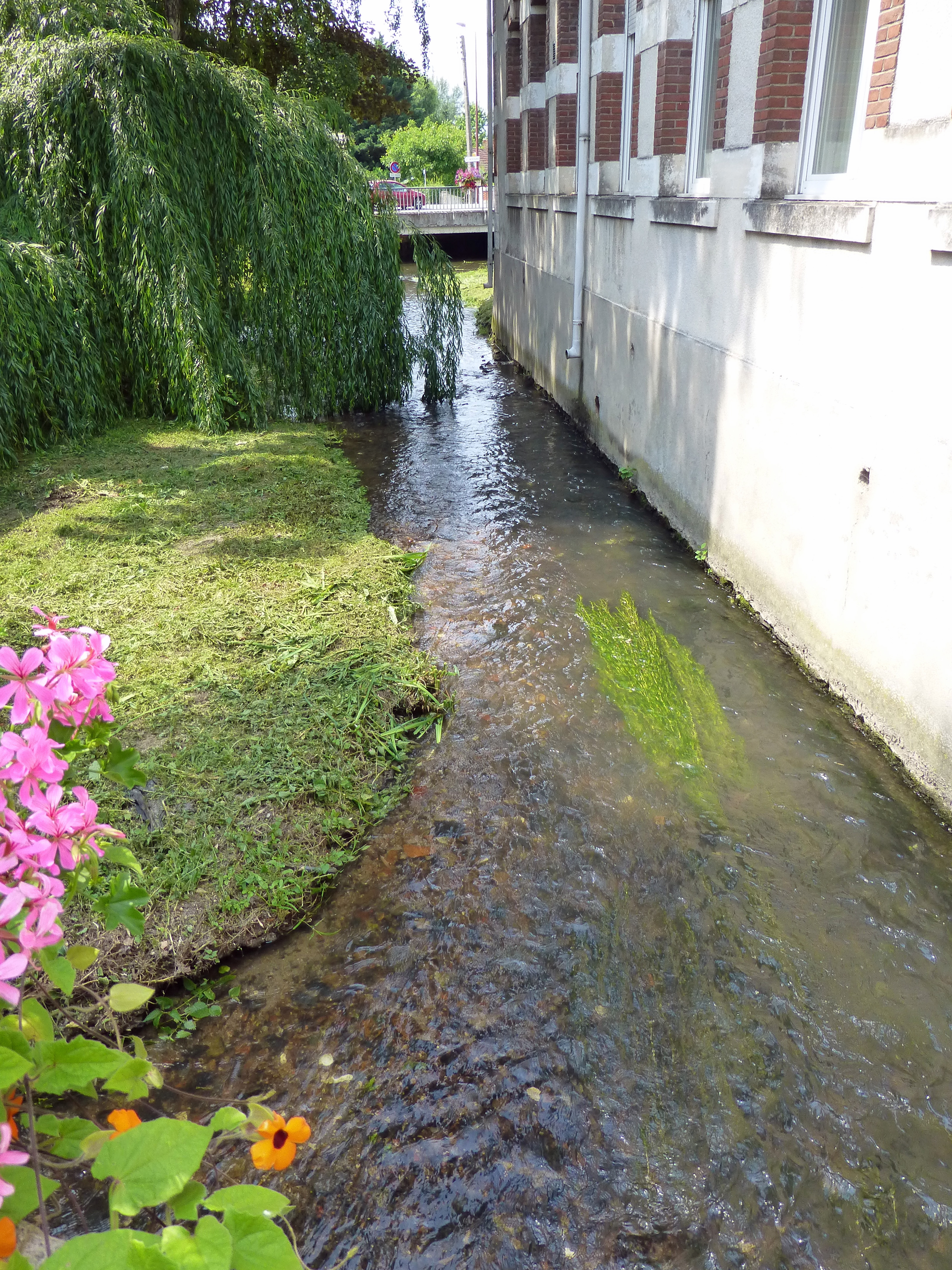
La Nère.

La rivière Nère traverse le territoire de la commune. C'est un affluent de la Grande Sauldre, et donc un sous-affluent de la Loire, par la Sauldre et le Cher.

### Climat
Pour des articles plus généraux, voir Climat du Centre-Val de Loire et Climat du Cher.
En 2010, le climat de la commune est de type climat océanique dégradé des plaines du Centre et du Nord, selon une étude du CNRS s'appuyant sur une série de données couvrant la période 1971-2000. En 2020, Météo-France publie une typologie des climats de la France métropolitaine dans laquelle la commune est exposée à un climat océanique altéré et est dans la région climatique Centre et contreforts nord du Massif Central, caractérisée par un air sec en été et un bon ensoleillement.
Pour la période 1971-2000, la température annuelle moyenne est de 10,8 °C, avec une amplitude thermique annuelle de 15,7 °C. Le cumul annuel moyen de précipitations est de 787 mm, avec 11,7 jours de précipitations en janvier et 7,7 jours en juillet. Pour la période 1991-2020, la température moyenne annuelle observée sur la station météorologique installée sur la commune est de 11,6 °C et le cumul annuel moyen de précipitations est de 789,1 mm,. Pour l'avenir, les paramètres climatiques de la commune estimés pour 2050 selon différents scénarios d'émission de gaz à effet de serre sont consultables sur un site dédié publié par Météo-France en novembre 2022.
| Mois                                  | jan.             | fév.           | mars           | avril           | mai           | juin           | jui.           | août          | sep.          | oct.            | nov.             | déc.           | année     |
| ------------------------------------- | ---------------- | -------------- | -------------- | --------------- | ------------- | -------------- | -------------- | ------------- | ------------- | --------------- | ---------------- | -------------- | --------- |
| Température minimale moyenne (°C)     | 1,4              | 1,3            | 2,9            | 4,9             | 8,7           | 11,8           | 13,3           | 13,2          | 10            | 7,9             | 4,3              | 2              | 6,8       |
| Température moyenne (°C)              | 4,3              | 4,9            | 7,7            | 10,4            | 14,3          | 17,6           | 19,6           | 19,4          | 15,7          | 12,3            | 7,6              | 4,8            | 11,6      |
| Température maximale moyenne (°C)     | 7,1              | 8,5            | 12,5           | 16              | 19,8          | 23,5           | 25,8           | 25,7          | 21,5          | 16,6            | 10,9             | 7,6            | 16,3      |
| Record de froid (°C) date du record   | −13,7 02.01.1997 | −14 22.02.1996 | −11,8 01.03.05 | −6,3 04.04.1996 | −0,8 06.05.19 | 0,5 05.06.1991 | 4,2 14.07.1998 | 3 29.08.1998  | −0,9 25.09.02 | −6,6 31.10.1997 | −10,8 21.11.1993 | −12,7 19.12.09 | −14 1996  |
| Record de chaleur (°C) date du record | 18,1 30.01.02    | 22,9 27.02.19  | 25 31.03.21    | 28 25.04.07     | 31,8 28.05.17 | 38 29.06.19    | 41,1 25.07.19  | 39,9 06.08.03 | 34,8 09.09.23 | 30,6 02.10.23   | 23,3 07.11.15    | 17,8 17.12.15  | 41,1 2019 |
| Précipitations (mm)                   | 66,1             | 56,4           | 58,8           | 62,6            | 78,2          | 55,7           | 62,4           | 63            | 63,3          | 73,2            | 72,9             | 76,5           | 789,1     |

## Urbanisme

### Typologie
Au 1er janvier 2024, Aubigny-sur-Nère est catégorisée bourg rural, selon la nouvelle grille communale de densité à 7 niveaux définie par l'Insee en 2022.
Elle appartient à l'unité urbaine d'Aubigny-sur-Nère, une unité urbaine monocommunale constituant une ville isolée,. Par ailleurs la commune fait partie de l'aire d'attraction d'Aubigny-sur-Nère, dont elle est la commune-centre,. Cette aire, qui regroupe 16 communes, est catégorisée dans les aires de moins de 50 000 habitants,.

### Occupation des sols
L'occupation des sols de la commune, telle qu'elle ressort de la base de données européenne d’occupation biophysique des sols Corine Land Cover (CLC), est marquée par l'importance des territoires agricoles (69 % en 2018), en diminution par rapport à 1990 (70,9 %). La répartition détaillée en 2018 est la suivante : 
terres arables (57,3 %), forêts (22,5 %), prairies (10,1 %), zones urbanisées (5,9 %), zones agricoles hétérogènes (1,7 %), espaces verts artificialisés, non agricoles (1,2 %), zones industrielles ou commerciales et réseaux de communication (0,7 %), milieux à végétation arbustive et/ou herbacée (0,6 %).
L'évolution de l’occupation des sols de la commune et de ses infrastructures peut être observée sur les différentes représentations cartographiques du territoire : la carte de Cassini (XVIIIe siècle), la carte d'état-major (1820-1866) et les cartes ou photos aériennes de l'IGN pour la période actuelle (1950 à aujourd'hui).

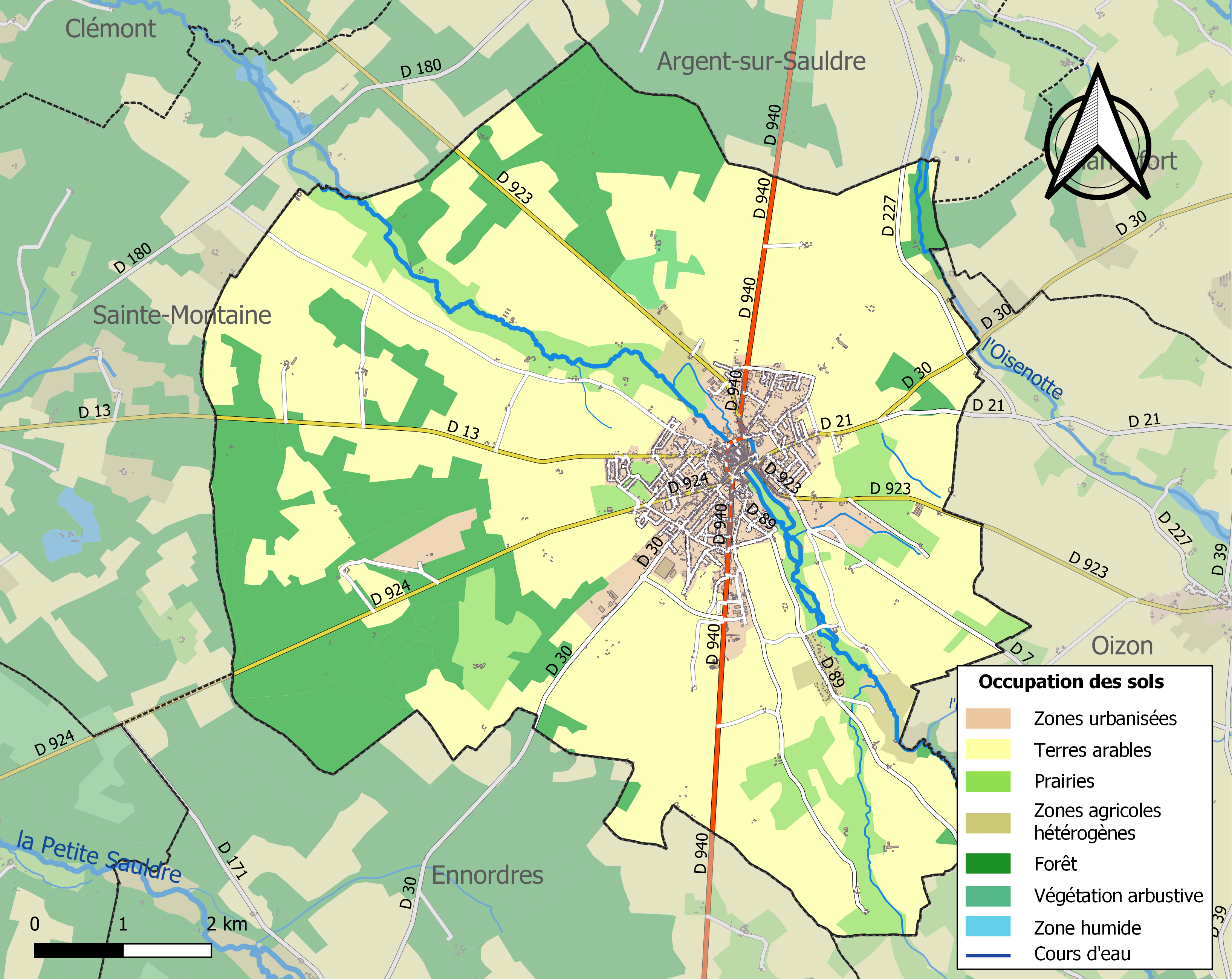
Carte des infrastructures et de l'occupation des sols de la commune en 2018 (CLC).

### Logement

#### Ménages
La ville est constituée de 3 168 ménages, dont 82,3 % sont des résidences principales.

#### Prix de l'immobilier
Au 1er novembre 2022, le prix médian de l'immobilier à Aubigny-sur-Nère est de 1 246 €/m², en hausse de 4 % sur 5 ans. À titre de comparaison, le prix médian de l'immobilier dans le Cher est de 1 279 €/m². Le prix médian du mètre carré neuf à Aubigny atteint 1 521 €, tandis que le mètre carré ancien s'élève à 1 237 €. Le prix médian du mètre carré d'une maison est de 1 254 € et celui d'un appartement est de 1 189 €.
Le loyer médian s'élève à 9 € par mètre carré. Dans le Cher, ce chiffre est de 10 €/m².

#### Imposition
46 % des ménages fiscaux sont imposés à Aubigny-sur-Nère, dans le Cher ce taux s'élève à 47,3 % et en France à 51,7 %.

## Toponymie
Le nom de la localité est attesté sous les formes Albiniacus en 775 et en 1189, Albigniacum super Nigeriam  en 1297, Aubingny en Berry en 1330, Aubigny sur Neire en 1405 dans les archives de la prévôté d'Orsan.

## Histoire

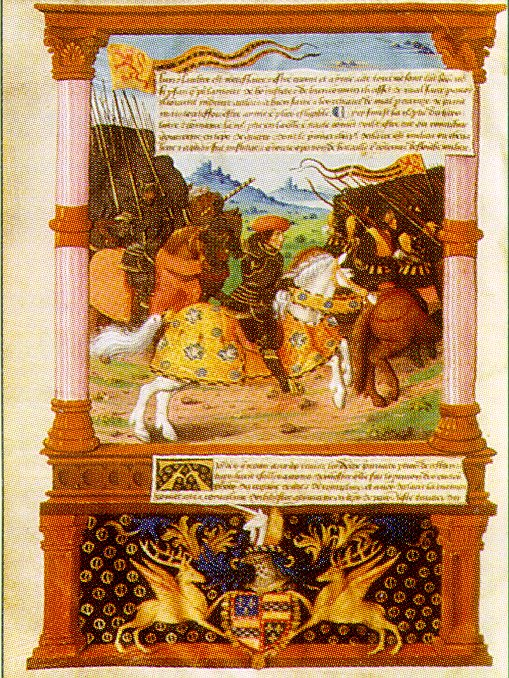
Robert Stuart.

Au Moyen Âge, Aubigny, appartenait aux XIe et XIIe siècles au chapitre de Saint-Martin de Tours, et au chapitre de Saint-Martin de Léré qui en dépendait. On signale aussi au XIe siècle deux seigneurs laïcs, Achard et Eudes d'Aubigny ; une autre famille d'Aubigny relevait en fait d'Aubigny-sur-Loire. Vers 1178/1179 et 1187, les rois Louis VII et son fils Philippe II, ainsi que Gilon (II ou III) de Sully, s'implantaient de plus en plus sérieusement à Aubigny. Puis Aubigny fut carrément intégré au domaine royal par le roi Philippe Auguste en 1189, dans le cadre de la grande politique capétienne d'agrandissement du domaine royal et de progression vers le sud, singulièrement en Berry depuis l'acquisition de la vicomté de Bourges vers 1100 par Philippe Ier (le grand-père de Louis VII). Le roi acquit aussi Concressault, acceptant en échange de céder Ennordres aux Sully. Le nouveau fief royal fut bientôt équipé : pour le peuplement, des serfs de l'évêque de Nevers y furent attirés ; fortifications, château, justice et sans doute église, y furent installés.
De la fin du XIIIe au début du XVe siècle, la seigneurie d'Aubigny ou ses revenus sont cédés en usufruit ou en apanage à des princes capétiens : aux Evreux (de Louis, depuis 1298/1307, à Charles et Louis d'Etampes ; ce dernier † en 1400), à Louis d'Anjou (en 1381), à Jean de Berry (depuis 1383/1385 et 1400 jusqu'à sa † en 1416). Le retour à la Couronne qui s'ensuivit fit de Charles VII le nouveau maître d'Aubigny.
Charles VII remit en 1423 la ville d'Aubigny à Jean Stuart de Darnley, le plus prestigieux des chefs de l'armée écossaise, qui lui permit de sceller une alliance à long terme durant la guerre de Cent Ans au nom de l'Auld Alliance (traité d'aide mutuelle entre la France et l'Écosse conclu au XIIIe siècle),.
Bérault (petit-fils de John Stuart de Darnley) et son gendre Robert Stuart, compagnons d'armes du chevalier Bayard et contemporains de Léonard de Vinci, firent construire les châteaux d'Aubigny et de la Verrerie.
En 1512, un gigantesque incendie ruina "la cité des Stuarts", surnom d'Aubigny. Le maréchal Robert Stuart la relève et autorise les habitants à tirer le bois de charpente de ses forêts ; il lui en coûtera trois forêts qui nous valent les belles maisons à pans de bois que l'on voit aujourd'hui.
Inspirés par les Stuarts et réglementés par Colbert, l'industrie et le commerce du drap firent la réputation des Albiniens.
Louise de Kéroual (1649-1734), Bretonne devenue la favorite du roi Charles II Stuart, duchesse de Portsmouth, reçut de Louis XIV le duché-pairie d'Aubigny. Elle embellit les châteaux des Stuarts et a légué de magnifiques jardins inspirés de Le Nôtre.

Carl Voigt troisième de Paris-Toulouse-Paris 1900, sur Panhard & Levassor (ici se renseignant à Aubigny-sur-Nère).

Jacques Foucher (1753-1819), élu du département du Cher à l'Assemblée législative et à la Convention, vota contre l'appel au peuple et pour la mort lors du procès de Louis XVI. Il fut pointé absent au vote sur le sursis. En 1803, il fut nommé juge de paix à Aubigny.
La ville fut chef-lieu de district de 1790 à 1800.
Pierre Paoli, né à Aubigny-sur-Nère, recruté par la Gestapo de Bourges, à 21 ans sous les ordres de Erich Hasse était le cruel tortionnaire acteur de la tragédie des Massacre des puits de Guerry.
Aubigny-sur-Nère a été desservie par la Ligne d'Auxy - Juranville à Bourges de 1885 à 1939. Le trafic marchandises a perduré jusqu'en 2009.
En 1956, la ville d'Aubigny s'associe à celle d'Oxford par jumelage grâce au professeur William Strickland de l'université du Mississippi et Jacques Mallet, adjoint à la mairie de la commune française. C'est la première fois qu'un évènement de ce type se déroule dans le Mississippi et seulement la troisième fois aux États-Unis. Ce jumelage a pour origine la création d'une école américaine d'été sur les bords de la Nère.
Le premier maire de la ville fut Pierre Edmé Gault de 1846 à 1854. Les habitants élisent en 1897 le second maire d'Aubigny-sur-Nère au suffrage universel, Adrien Arnoux, la place dite du Marché porte encore son nom, son mandat s'achèvera en 1911.

## Politique et administration

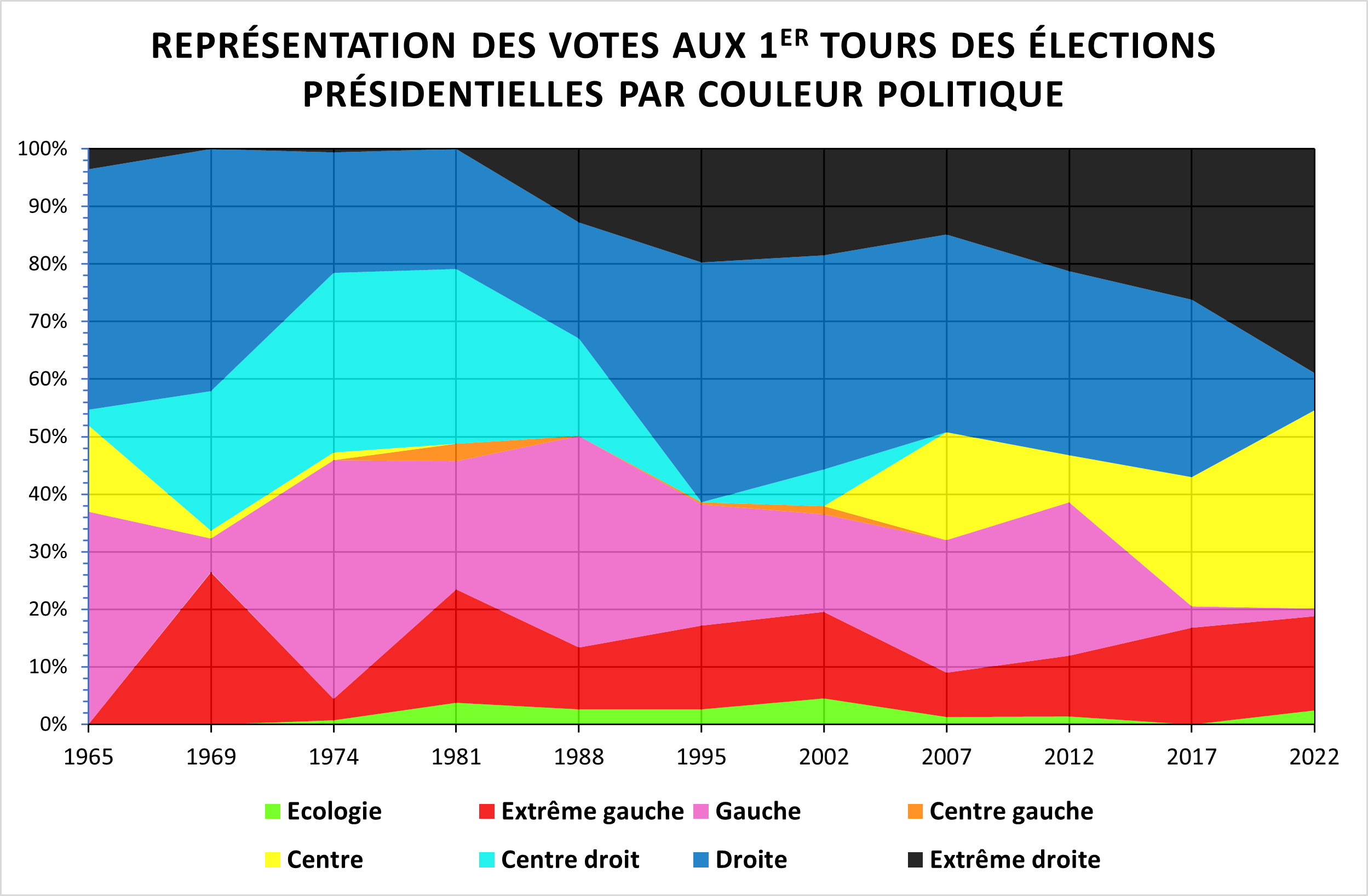
Évolution des courants politiques lors des 1 tours des élections présidentielles à Aubigny-sur-Nère depuis 1965. Les candidats peuvent être classés en catégories : écologie (René Dumont, Brice Lalonde, Antoine Waechter, Dominique Voynet, Noël Mamère, Corinne Lepage, Eva Joly et Yannick Jadot), extrême gauche (Jacques Duclos, Alain Krivine, Arlette Laguiller, Georges Marchais, Huguette Bouchardeau, André Lajoinie, Pierre Juquin, Pierre Boussel, Robert Hue, Olivier Besancenot, Daniel Gluckstein, Marie-George Buffet, Gérard Schivardi, Jean-Luc Mélenchon, Philippe Poutou, Nathalie Arthaud et Fabien Roussel), gauche (François Mitterrand, Marcel Barbu, Gaston Defferre, Michel Rocard, Bertrand Renouvin, Lionel Jospin, Jean-Pierre Chevènement, Ségolène Royal, José Bové, François Hollande, Benoît Hamon et Anne Hidalgo), centre gauche (Michel Crépeau, Jacques Cheminade {1995} et Christiane Taubira), centre (Jean Lecanuet, Jean Ducatel, Émile Muller, Guy Héraud, Jean-Claude Sebag, François Bayrou {2007;2012}, Emmanuel Macron et Jean Lassalle), centre droit (Pierre Marcilhacy, Alain Poher, Valéry Giscard d'Estaing, Raymond Barre, François Bayrou {2002}), droite (Charles de Gaulle, Georges Pompidou, Jacques Chaban-Delmas, Jean Royer, Jacques Chirac, Michel Debré, Marie-France Garaud, Jean Saint-Josse, Alain Madelin, Christine Boutin, Nicolas Sarkozy, Frédéric Nihous, Nicolas Dupont-Aignan {2012;2017}, François Fillon et Valérie Pécresse) et extrême droite (Jean-Louis Tixier-Vignancour, Jean-Marie Le Pen, Philippe de Villiers, Bruno Mégret, Marine Le Pen, Jacques Cheminade {2012;2017}, François Asselineau, Éric Zemmour et Nicolas Dupont-Aignan {2022}.

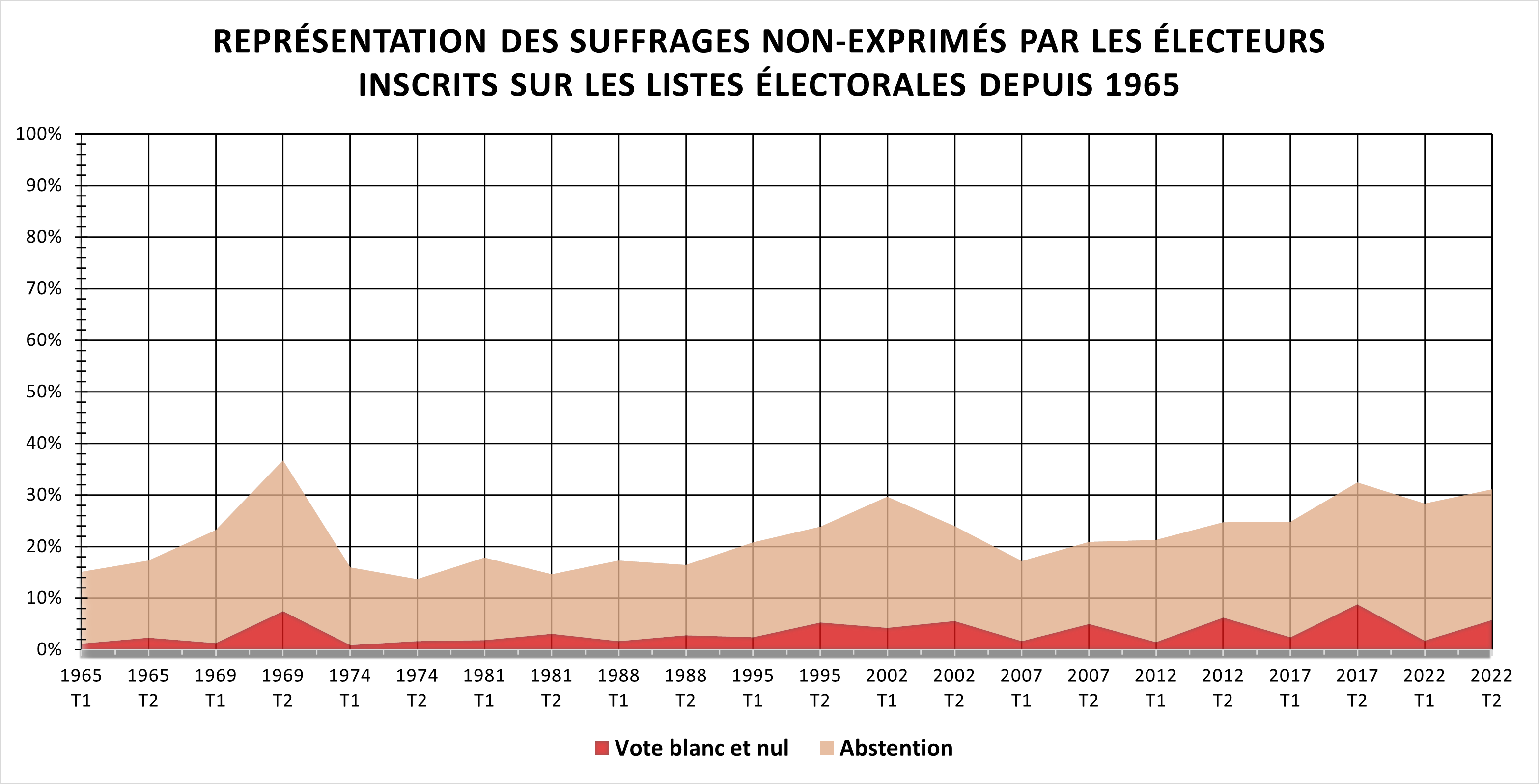
Suffrages non-exprimés par les électeurs inscrits à Aubigny-sur-Nère entre 1965 et 2022 lors des deux tours des élections présidentielles.

Aubigny-Ville a absorbé la commune d'Aubigny-Villages le 23 août 1906 par la décision du Conseil général du département du Cher afin de devenir la commune d'Aubigny-sur-Nère.
Entre 1801 et 1926, la commune appartenait à l'arrondissement de Sancerre, entre 1926 et 1984 à l'arrondissement de Bourges, elle appartient depuis 1984 à l'arrondissement de Vierzon.
La ville fait partie de la Première circonscription du Cher pour les élections législatives.
La commune est le bureau centralisateur du canton d'Aubigny-sur-Nère, regroupant 15 communes depuis un nouveau découpage territorial en 2014.

### Résultats des référendums nationaux
Le 29 mai 2005 a lieu le référendum sur le Traité de Rome II pour répondre à la question : Approuvez-vous le projet de loi qui autorise la ratification du traité établissant une Constitution pour l'Europe ?
3 126 électeurs des 4 396 inscrits se sont rendus aux urnes. Les électeurs se sont exprimés en faveur du NON à 54,60 %.
Le 24 septembre 2000 s'est tenu le référendum sur le quinquennat présidentiel pour répondre à la question : Approuvez-vous le projet de loi constitutionnelle fixant la durée du mandat du président de la République à cinq ans ?
34,74 % des inscrits ont participé au vote. 71,71 % des suffrages exprimés sont des OUI.
Le 20 septembre 1992 a été organisé le référendum sur le traité de Maastricht pour répondre à la question : Approuvez-vous le projet de loi soumis au peuple français par le Président de la République autorisant la ratification du traité sur l'Union Européenne ?
Le taux de participation s'élève à 73,16 %. Les albiniens se prononcent à une courte majorité (50,13 %) pour le NON.
Le 5 mai 1946 les français sont appelés à s'exprimer sur le projet de nouvelle constitution par la question : Approuvez-vous la Constitution adoptée par l'Assemblée Nationale Constituante ?
84,16 % des habitants d'Aubigny participent au référendum. Le NON l'emporte à 51,53 % (1 148 voix).

### Résultats des élections au suffrage universel indirect
Concernant les résultats aux élections sénatoriales, deux sénateurs sont élus au niveau départemental depuis 1959. De 1876 à 1959, un seul sénateur était élu dans le Cher. Le département fait partie de la série 2 dont le renouvellement se fait tous les 6 ans depuis 2008.

#### Élection sénatoriale de 2020
Le 27 septembre 2020 se sont tenues les élections sénatoriales. Marie-Pierre Richer et Rémy Pointereau ont été réélus. 882 grands électeurs avaient le droit de vote lors de cette élection dans le Cher. Parmi eux, sur la commune d'Aubigny, 20 délégués titulaires et suppléants, ainsi qu'une conseillère régionale (Laurence Renier) étaient électeurs.

### Résultats des élections au suffrage universel direct
|  |

|  |

|  |

|  |

|  |

|  |

|  |

|  |

|  |

|  |

|  |

|  |

|  |

|  |

|  |

|  |

|  |

|  |

|  |

|  |

|  |

|  |

|  |

|  |

|  |

|  |

|  |

|  |

|  |

|  |

|  |

|  |

|  |

|  |

|  |

|  |

|  |

|  |

|  |

|  |

|  |

|  |

|  |

|  |

|  |

|  |

|  |

|  |

|  |

|  |

|  |

|  |

|  |

|  |

|  |

|  |

|  |

|  |

|  |

|  |

|  |

|  |

|  |

|  |

|  |

|  |

|  |

|  |

|  |

|  |

|  |

|  |

|  |

|  |

|  |

|  |

|  |

|  |

|  |

|  |

|  |

|  |

|  |

|  |

|  |

|  |

|  |

|  |

|  |

|  |

|  |

|  |

|  |

|  |

|  |

|  |

|  |

|  |

|  |

|  |

|  |

|  |

|  |

#### Élection législative de 2024
Le 30 juin s'est tenue le premier tour des élections législatives. La participation est de 66,99 %. Ugo Iannuzzi, député RN parachuté dans la circonscription, arrive en tête avec 45,78 % des suffrages, suivi par le député sortant François Cormier-Bouligeon (RE) à 36,44 %, puis Hugo Lefelle (NFP-PS) à 15,96 %, ensuite Sylvie Cerveau (LO) à 1,38 %, et enfin Sandrine Bellon (Décidons Nous-Mêmes) à 0,44 %.
Le 7 juillet se déroule le second tour où 69,33 % des inscrits se rendent aux urnes. Le dépouillement accorde la première place à François Cormier-Bouligeon dans la commune avec 51,12 % des voix, suivi par Ugo Iannuzzi avec 48,88 %.

#### Élection européenne de 2024
Le 9 juin se sont tenues les élections européennes. La participation était de 52 %. Jordan Bardella (RN) arrive en tête avec 38,78 % des voix, devant Valérie Hayer (RE) à 16,19 %, Raphaël Glucksmann (PS-PP) à 9 %, François-Xavier Bellamy (LR) à 7,81 %, Marion Maréchal (REC) à 6,44 % et Manon Aubry (LFI) à 5,40 %.

#### Élection législative de 2022
Le 12 juin a eu lieu le premier tour des élections législatives. La participation était alors de 49,85 %. Le député sortant François Cormier-Bouligeon (Ensemble) obtient 32,92 % des suffrages, Julie Apricena (RN) 23,65 %, David Dallois (LR) arrive troisième dans la commune avec 19,98 %, puis Alex Charpentier (PS, coalition NUP) obtient 14,82 % des voix. Les deux candidats capables de disputer le second tour de la première circonscription du Cher sont le représentant de la majorité présidentielle François Cormier-Bouligeon et Alex Charpentier. N'ayant pas obtenu une majorité, ils sont donc en ballotage.
Au second tour, le 19 juin, François Cormier-Bouligeon arrive en tête avec 64,95 % des voix. Alex Charpentier obtient 35,05 % des voix. L'abstention s'élève à 53,98 %.

#### Élection présidentielle de 2022
Au premier tour de l'élection présidentielle de 2022, qui se tient le 10 avril, 12 candidats se présentent aux Français. Emmanuel Macron a obtenu le plus de voix avec 922 votes, soit 30,23 % des suffrages. Il est talonné par Marine Le Pen à 29,93 % des voix, elle-même suivie de Jean-Luc Mélenchon avec 12,49 %, puis Éric Zemmour à 6,98 %, ensuite Valérie Pécresse avec 6,43 %, Jean Lassalle à 4,23 %, Yannick Jadot à 2,43 %, Fabien Roussel avec 2,1 %, puis Nicolas Dupont-Aignan une voix derrière à 2,07 %, ensuite Anne Hidalgo à 1,34 %, Nathalie Arthaud avec 0,98 % et enfin Philippe Poutou comptabilisant 24 voix à 0,79 %. La participation au scrutin s'élève quant à elle à 73,44 %.
Pour le second tour, 3 173 Albiniens se sont rendus aux urnes, soit une participation à 74,66 %. Emmanuel Macron arrive en tête en totalisant 1 506 voix, soit 51,40 % des suffrages exprimés, suivi par la candidate Marine Le Pen avec 48,60 % des bulletins. 5,11 % des votes sont blancs et 2,55 % sont nuls.

#### Élection régionale et départementale de 2021
Le 20 juin 2021 se tient le premier tour des élections régionales et départementales qui est marqué par une forte abstention dans la commune ainsi qu'au niveau national. Le taux de participation est de 37,45 % pour les régionales et 37,43 % pour les départementales lors du premier tour. Puis lors du second tour, le 27 juin des régionales la participation s'élève à 36,33 %.

##### Régionale
Pour les élections régionales les candidats obtenant plus de 10 % des suffrages passent au second tour. À Aubigny, 3 candidats obtiennent un résultat supérieur à 10 % des suffrages : Nicolas Forestier avec 47,87 % (18,82 % dans le Centre-Val de Loire) pour l'Union de la droite, du centre et des indépendants ; Aleksandar Nikolic avec 23,17 % (22,24 % dans la région) pour le Rassemblement National ; François Bonneau, président du conseil régional depuis 2007, avec 13,78 % (24,81 % dans la région) pour l'Union des gauches. Deux autres candidats arrivent avec plus de 10 % des suffrages dans la région sans les atteindre à Aubigny : le candidat Charles Fournier, tête de liste écologiste et de gauche, arrive avec 6,06 % des voix à Aubigny-sur-Nère mais est qualifié pour le second tour en atteignant 10,85 % des suffrages pour l'ensemble de la région ; Marc Fesneau, tête de liste de l'Union des centres et du parti de la majorité présidentielle, obtient 16,65 % des voix dans la région mais 5,73 % à Aubigny.
Lors du second tour, Nicolas Forestier arrive en tête avec 52,77 % des voix (22,61 % dans la région, il obtient donc 13 sièges), puis Aleksandar Nikolic, 21,38 % (22,24 % dans la région, 13 sièges), ensuite François Bonneau allié avec Charles Fournier avec 19,84 % (39,15 % dans la région, réélu, 42 sièges) et enfin Marc Fesneau 6,01 % (16 % dans la région, 9 sièges).

##### Départementale
Pour les élections départementales, deux listes sont candidates dans la commune et dans le canton d'Aubigny-sur-Nère pour succéder à Michel Autissier (Les Républicains), président du conseil départemental du Cher de 2015 à 2021. Celle de l'union au centre et à droite, emmenée par le binôme Anne Cassier et David Dallois, obtient 73,38 % des suffrages, tandis que celle du Rassemblement National, emmenée par Alain Busschaert et Myriam Janvier, recueille 26,62 % des bulletins. Anne Cassier est nommée 2e présidente du Conseil départemental du Cher, chargée de l'éducation, de la jeunesse et de la solidarité internationale.

#### Élection municipale de 2020
Le 15 mars 2020, aux élections municipales, Laurence Renier (LR) totalise 74,18 % des voix, soit 1 592 bulletins et est réélue directement au premier tour mairesse d'Aubigny-sur-Nère. Elle obtient donc 26 sièges sur 29 à pourvoir au conseil municipal.

#### Élection européenne de 2019
Les élections européennes se tiennent le 26 mai 2019. Pour la première fois depuis 2004 chaque parti présente un candidat unique au niveau national, par conséquent les huit circonscriptions interrégionales disparaissent. La circonscription Massif central-Centre, à laquelle appartenait Aubigny-sur-Nère, ainsi que les 5 sièges sur 74 qu'elle permettait d'obtenir sont retirés.
Ainsi, le candidat Jordan Bardella (RN) arrive en tête du scrutin avec 28,87 % des votes, puis Nathalie Loiseau (LREM/MoDem) qui totalise 22,67 % des voix, François-Xavier Bellamy (LR) a obtenu 11,13 % des scrutins, ensuite Yannick Jadot (EELV) qui cumule 8,41 % des bulletins et enfin Nicolas Dupont-Aignan (DLF) qui avec 99 votes soit 4,99 %, insuffisant pour obtenir des eurodéputés. Viennent ensuite d'autres candidats qui se partagent les 477 bulletins restants.

#### Élection législative de 2017
Les 11 et 18 juin 2017, les électeurs votent pour élire aux élections législatives les députés à l'Assemblée nationale. L'abstention s'élevait à 47,43 % lors du premier tour. François Cormier-Bouligeon (LREM) recueille 768 voix, soit 36,23 % des votes, Wladimir d'Ormesson (LR) obtient 600 votes, soit 28,3 % des bulletins, Jean-René Coueille (RN) 16,08 %, Frédéric Renard (FI) 8,49 %.
Au second tour, l'abstention était de 50,75 %. François Cormier-Bouligeon obtient 51,05 % des voix et Wladimir d'Ormesson 48,95 %.

#### Élection présidentielle de 2017
Lors du premier tour de l'élection présidentielle de 2017, Marine Le Pen et François Fillon sont arrivés en tête en comptabilisant chacun 783 voix, soit 25,18 % ; Emmanuel Macron a obtenu 21,54 % des suffrages, Jean-Luc Mélenchon 14,37 %, Nicolas Dupont-Aignan 5,59 %, Benoît Hamon 3,76 %, Philippe Poutou 1,22 %, Nathalie Arthaud également 1,16 %, Jean Lassalle 0,93 %, François Asselineau 0,84 % et enfin Jacques Cheminade 0,23 %.
Au second tour, la commune a voté à 61,97 % (1 732 voix) pour le candidat Emmanuel Macron et à 38,03 % (1 063 voix) pour la candidate Marine Le Pen. Le taux de participation était de 77,64 %, les votes blancs ont été comptabilisés à hauteur de 2,12 % et les bulletins nuls à 0,97 %.

#### Élection régionale et départementale de 2015
Les élections régionales se sont tenues les 6 et 13 décembre 2015 et les départementales les 22 et 29 mars.

##### Régionale
Le taux d'abstention au premier tour est de 46,94 %. La liste conduite par Philippe Vigier (UDI) arrive en tête avec 39,71 % des voix (26,25 % pour la région Centre-Val de Loire), celle de Philippe Loiseau (FN) arrive ensuite avec 30,56 % (30,48 % pour la région), la liste de François Bonneau (PS) se classe troisième avec 16,29 % des bulletins et Charles Fournier (EELV) 4,34 % (6,6 % pour la région).
Trois listes ont obtenu plus de 10 % des voix à l'échelle régionale, elles sont donc conduites à un second tour, lors duquel le taux d'abstention était de 39,58 %. Philippe Vigier réalise le meilleur score dans la commune avec 47,65 % des votes (34,58 % pour la région), suivi par Philippe Loiseau à 30,09 % (30 % pour la région) et François Bonneau à 22,26 % (réélu à la tête de la région avec 35,42 %).

##### Départementale
Lors du premier tour, 45,24 % des électeurs inscrits ne se sont pas présentés au bureau de vote de la ville. Michel Autissier et Anne Cassier (UD) comptabilisent 50,11 % des bulletins de vote, Claude Gestin et Pascale Hébert (FN) 27,33 %, Dorian Mellot et Claire Millerioux (FG) 12,57 % et Christine Hivert ainsi que Fabien Léon (PS) 9,99 %.
Au second, il y avait 44,16 % d'abstention. Michel Autissier et Claire Cassier arrivent en tête avec 68,65 % des voix et succèdent à Jean-Pierre Saulnier (PS) contre Claude Gestin et Pascale Hérbert avec 31,35 %.

#### Élection européenne de 2014
Les élections européenne se sont déroulées du 22 au 25 mai 2014. Dans la commune d'Aubigny-sur-Nère, Bernard Monot obtient 30,22 % des voix, Brice Hortefeux (UMP) 27,17 %, Jean-Paul Denanot (PS) 9,17 %, François Bayrou (MoDem) 8,5 % et Jean-Luc Mélenchon (FG) 6,11 %.

#### Élection municipale de 2014
Le 23 mars 2014 se tiennent les élections municipales. Michel Autissier (DVD) remporte la majorité absolue des suffrages exprimés (69,48 %) dès le premier tour devant le candidat Doriant Mellot (DVG) et ses 30,51 % de bulletins favorables. Michel Autissier est donc réelu pour un second mandat à la mairie d'Aubigny-sur-Nère, il obtient 25 sièges au conseil municipal. Cependant il démissionnera en avril 2015 et cédera sa place à Laurence Renier.

#### Élection législative de 2012
Le 10 juin 2012 se joue le premier tour de l'élection législative. Yves Fromion (UMP) obtient 47,20 % des suffrages, suivi par Céline Bézoui (PS) avec 26,42 % et Danielle Avon (FN) à 11,63 %.
Le 17 juin se tient le second tour qui voit s'imposer Yves Fromion avec 58,32 % des voix devant Céline Bézoui avec 41,68 %.

#### Élection présidentielle de 2012
Le 22 avril 2012 a lieu le premier tour de l'élection présidentielle. Nicolas Sarkozy arrive en tête dans la commune avec 29,31 % des voix, François Hollande s'empare de la seconde place avec 26,62 %, puis Marine Le Pen (21,09 %), Jean-Luc Mélenchon (8,74 %), François Bayrou (8,18 %), Nicolas Dupont-Aignan (2,72 %), Eva Joly (1,36 %), Philippe Poutou (1,30 %), Nathalie Arthaud (0,56 %) et Jacques Cheminade (0,12 %).
Lors du second tour, le 6 mai, Nicolas Sarkozy remporte la majorité des voix avec 53,76 % de bulletins favorables et son adversaire François Hollande 46,24 %. L'abstention s'élève alors à 18,46 %.

#### Élection régionale de 2010
Le 14 mars 2010 débute le premier tour des élections régionales. Hervé Novelli (UMP) reçoit 38,38 % des voix, François Bonneau (PS) 23,96 % et Philippe Loiseau (FN) 12,59 %.
Hervé Novelli garde son avance avec 42,70 % des voix au second tour, le 21 mars, François Bonneau 42,66 % et Philippe Loiseau 14,64 %. La participation était de 50,49 %.

#### Élection européenne de 2009
Les élections européennes se passent le 7 juin 2009. 43,42 % des habitants d'Aubigny se sont rendus aux urnes. Jean-Pierre Audy (UMP) obtient 34,33 % des voix, Henri Weber (PS) 13,68 %, Jean-Paul Besset (EE) avec 11,44 % et Jean Marie Beaupuy (MoDem) 7,74 %.

#### Élection municipale de 2008
Yves Fromion (UMP) est candidat à sa réélection à la mairie d'Aubigny-sur-Nère lors des élections municipales. Le 9 mars, il est réélu avec 100 % des voix étant le seul candidat, il obtient donc 29 sièges au conseil municipal. 58,03 % des inscrits ont voté. On peut relever que 28,64 % des bulletins de vote étaient nuls ou blancs. Il démissionnera en novembre 2012 pour céder sa place à Michel Autissier.

#### Élection législative de 2007
Le 10 juin 2007 se tient le premier tour des élections législatives, 63,60 % des Albiniens se rendent dans les bureaux de vote. Yves Fromion cumule 59,42 % des voix et Irène Félix (PS) 18,6 %.
Lors du second tour, Yves Fromion reçoit 66,93 % des bulletins en sa faveur et Irène Félix 33,07 %. L'abstention était alors de 36,42 %.

#### Élection présidentielle de 2007
Le 22 avril 2007 se déroule le premier tour de l'élection présidentielle. À Aubigny, la participation est de 84,53 %. Nicolas Sarkozy reçoit 1 230 bulletins de vote, soit 32,76 % des voix. Il est suivi par Ségolène Royal (PS) et ses 22,08 %, puis par François Bayrou avec 18,72 %, ensuite par Jean-Marie Le Pen (FN) à 12,36 %, Olivier Besancenot à 4,26 % (LCR), Philippe de Villiers (MPF) 2,48 %, Arlette Laguiller (LO) 1,68 %, Frédéric Nihous (CPNT) 1,62 %, Marie-George Buffet (PCF) 1,52 %, Dominique Voynet (LV) 1,30 %, José Bové (DVG) 1,01 %, enfin Gérard Schivardi (PT) 0,21 %.
Au second tour, le 6 mai, 84,04 % des électeurs se déplacent pour aller voter. Nicolas Sarkozy prend 57,66 % des voix exprimées tandis que Ségolène Royal 42,34 %,.

#### Élection européenne de 2004
Le 13 juin 2004 se sont déroulées les élections européennes. Catherine Guy-Quint (PS) cumule de 25,80 % des bulletins de vote, Brice Hortefeux (UMP) 22,45 %, Jean Verdon (FN) 14,41 % et Janelly Fourton (UDF) 10,29 %. La participation était alors de 44,69 %.

#### Élection régionale de 2004
Le premier tour voit s'imposer dans la commune, le 21 mars 2004, aux élections régionales le candidat Michel Sapin (Union des gauches, PS, PCF, LV, PRG, MRC) à 34,13 %, devant Serge Vinçon (UMP, MPF) avec 31,89 %, puis Jean Verdon (FN) à 16 % et Jacqueline Gourault (UDF) avec 9,22 %.
Lors du second tour, qui se déroule le 28 mars, l'abstention s'élève à 35,03 %, Michel Sapin obtient 44,63 % des voix, Serge Vinçon 39,91 % et Jean Verdon 15,46 %.

#### Élection législative de 2002
Le 9 juin 2002 se joue le premier tour des élections législatives. Yves Fromion (UMP) reçoit 58,13 % des voix, Roger Ledoux (LV) 14,53 % et Marie-Christine Fossier (DVD) 9,57 %.
Le 16 juin, lors du second tour, Yves Fromion prend 70,85 % des votes et Roger Ledoux 29,15 %. Le total de votants était de 2 922, soit 65,19 %.

#### Élection présidentielle de 2002
Le 21 avril 2002 se tient le premier tour de l'élection présidentielle. Jacques Chirac (RPR) obtient 26,12 % des votes, Jean-Marie Le Pen (FN) 16,33 %, Lionel Jospin (PS) 13,32 %, Arlette Laguiller (LO) 7,44 %, François Bayrou (UDF) 6,41 %, Jean Saint-Josse (LMR) 6,32 %, Olivier Besancenot (LCR) 4,13 %, Jean-Pierre Chevènement (MDC) 3,66 %, Alain Madelin (DL) 3,63 %, Noël Mamère (LV) 3,41 %, Robert Hue (PCF) 3,03 %, Bruno Mégret (MNR) 2,13 %, Christiane Taubira (PRG) 1,38 %, Christine Boutin (FRS) 1,16 %, Corinne Lepage (Cap21) 1,13 % et Daniel Gluckstein (PT) 0,41 %. 74,51 % des électeurs ont voté.
Le 5 mai, lors du second tour, Jacques Chirac prend 83,42 % des voix et Jean-Marie Le Pen 16,58 %. 18,34 % des Français inscrits se sont abstenus.

#### Élection européenne de 1999
Le 13 juin 1999 se tient les élections européennes. 51,43 % des albiniens se rendent aux urnes. François Hollande (PS, PRG et MDC) prend 20,52 % des voix, Nicolas Sarkozy (RPR, DL) 16,22 %, Charles Pasqua (RPF, MPF) 13,51 %, Jean-Saint Losse (LMR) 8,74 % et François Bayrou (UDF) 8,13 %.

#### Élection législative de 1997
74,80 % des électeurs étaient des votants au premier tour des élections législatives, le 25 mai 1997. Yves Fromion (RPR) arrive en tête avec 48,21 % des votes, suivi par Roland Hodel (PS) à 19,71 %, puis par Jean d'Ogny (FN) 12,72 % et Maxime Camuzat (PCF) 8,76 %.
Lors du second tour, 77,18 % des électeurs ont voté, Yves Fromion obtient 58,73 % tandis que Roland Hodel 41,27 %.

#### Élection présidentielle de 1995
Le premier tour de l'élection présidentielle se joue le 23 avril 1995. Jacques Chirac (RPR) reçoit 23,89 % des bulletins, Lionel Jospin (PS) 21,05 %, Édouard Balladur (RPR) 17,82 %, Jean-Marie Le Pen (FN) prend 12,92 % des voix, Robert Hue (PCF) 8,76 %, Philippe de Villiers (MPF) 6,77 %, Arlette Laguiller (LO) 5,84 %, Dominique Voynet (LV) 2,58 % et Jacques Cheminade (FNS) 0,37 %.
Au second tour, le 7 mai, Jacques Chirac reçoit 54,53 % des voix et Lionel Jospin 45,47 %. 81,42 % des électeurs sont allés voter.

#### Élection législative de 1993
72,38 % des inscrits ont voté lors du premier tour des élections législatives en date du 21 mars 1993. Les votes blancs et nuls représentent 3,45 % des suffrages. Jean-François Deniau (UDF) arrive premier avec 57,10 % des voix, il est obtient la majorité absolue sur la commune, mais doit tout de même passer par un second tour car il obtient moins de la moitié des scrutins au niveau départemental. Jean d'Ogny (FN) obtient 11,31 % des suffrages, Pierre Houques (PS) 10,56 %, Maxime Camuzat (PCF) 9,62 %, Joël Crotte (LV) 4,61 %, Sylvie Cerveau (LO) 4,16 %, Romain Banquet (LT-NE) 2,47 % et Claude Pham Trong (PLN) 0,16 %.
Lors du second tour, le 28 mars, Jean-François Deniau obtient 69,22 % des voix, devant Maxime Camuzat avec 30,78 %. Le taux de participation est de 70,14 %, le votes nuls et blancs représentent 4,57 % des suffrages.

#### Élection législative de 1988
Le 5 juin 1988 se déroule le premier tour de l'élection, durant laquelle se rendent 67,56 % des inscrits albiniens. 1,47 % des bulletins sont blancs ou nuls. Avec 42,92 % Jean-François Deniau (UDF) arrive premier, suivi par Jean-Pierre Saulnier (PS) 38,85 %, puis Maxime Camuzat (PCF) 9,70 % et Jean d'Ogny (FN) 8,52 %.

#### Élection présidentielle de 1988
Le 24 avril 1988 se tient le premier tour de l'élection. Grâce à ses 1 324 voix (36,79 %), François Mitterrand devance Jacques Chirac avec 724 voix (20,12 %). Ensuite, Raymond Barre obtient 610 voix (16,95 %), Jean-Marie Le Pen 461 (12,81 %), André Lajoinie 213 (5,92 %), Arlette Laguiller 118 (3,28 %), Antoine Waechter 94 (2,61 %), Pierre Juquin 52 (1,44 %) et Pierre Boussel 3 (0,08 %) voix. Sur 4 350 inscrits, 3 669 personnes prennent par au vote, et 3 599 votes sont exprimés, soit 84,34 % de participants à Aubigny.
Au second tour, François Mitterrand reste en tête avec 1 993 voix (54,80 %), contre 1 644 (45,20 %) pour son adversaire Jacques Chirac. Le taux de participation s'élève à 86,43 %. Sur 4 349 électeurs inscrits, 3 759 albiniens prennent part au vote, et 3 637 suffrages sont exprimés.

#### Élection présidentielle de 1981
Le 26 avril 1981 se tient le premier tour de l'élection. Grâce à ses 1 049 voix (30,41 %) Valéry Giscard d'Estaing devance François Mitterrand avec 770 voix (22,32 %). Ensuite, Jacques Chirac obtient 594 voix (17,22 %), puis Georges Marchais 554 (16,06 %), Brice Lalonde 129 (3,74 %), Arlette Laguiller 104 (3,01 %) à égalité avec Michel Crépeau, Michel Debré 86 (2,49 %), Marie-France Garaud 39 (1,13 %) et Huguette Bouchardeau 21 (0,61 %) voix. Sur 4 198 inscrits, 3 526 personnes prennent par au vote, et 3 450 votes sont exprimés, soit 83,99 % de participants à Aubigny.
Au second tour, Valéry Giscard d'Estaing reste en tête avec 1 872 voix (52,19 %), contre 1 715 (47,81 %) pour son adversaire François Mitterrand. Le taux de participation s'élève à 88,47 %. Sur 4 198 électeurs inscrits, 3 714 albiniens prennent part au vote, et 3 587 suffrages sont exprimés.

#### Élection présidentielle de 1974
Le 5 mai 1974 se tient le premier tour de l'élection. Grâce à ses 1 246 voix (41,20 %) François Mitterrand devance Valéry Giscard d'Estaing avec 945 voix (31,25 %). Ensuite, Jacques Chaban-Delmas obtient 426 voix (14,09 %), puis Jean Royer 207 (6,85 %), Arlette Laguiller 103 (3,41 %), Émile Muller 31 (1,03 %), René Dumont 21 (0,69 %), Jean-Marie Le Pen 18 voix (0,60 %), Alain Krivine 11 (0,36 %), Bertrand Renouvin 8 (0,26 %) et Guy Héraud avec 4 voix (0,13 %) à égalité avec Jean-Claude Sebag. Sur 3 598 inscrits, 3 057 personnes prennent par au vote, et 3 024 votes sont exprimés, soit 84,96% de participants à Aubigny.
Au second tour, Valéry Giscard d'Estaing reprend la tête avec 1 565 voix (50,42 %), contre 1 539 (49,58 %) pour son adversaire François Mitterrand. Le taux de participation s'élève à 87,98 %. Sur 3 593 électeurs inscrits, 3 161 albiniens prennent part au vote, et 3 104 suffrages sont exprimés.

#### Élection présidentielle de 1969
Le 1er juin 1969 se tient le premier tour de l'élection. Grâce à ses 1 089 voix (42,06 %) Georges Pompidou devance Jacques Duclos avec 667 voix (25,76 %). Ensuite, Alain Poher obtient 629 voix (24,30 %), puis Gaston Defferre 79 (3,05 %), Michel Rocard 72 (2,78 %), Louis Ducatel 35 (1,35 %) et Alain Krivine 18 (0,70 %). Sur 3 370 inscrits, 2 632 personnes prennent par au vote, et 2 589 votes sont exprimés, soit 78,1 % de participants à Aubigny.
Au second tour, Georges Pompidou reste premier avec 1 178 voix (55,23 %), face aux 955 voix (44,77 %) de son adversaire Alain Poher. Le taux de participation s'élève à 70,73 %. Sur 3 369 électeurs inscrits, 2 383 albiniens prennent part au vote, et 2 133 suffrages sont exprimés.

#### Élection présidentielle de 1965
Le 5 décembre 1965 se tient le premier tour de l'élection. Grâce à ses 1 138 voix (41,72 %) Charles de Gaulle devance François Mitterrand avec 968 (35,48 %) voix. Ensuite, Jean Lecanuet obtient 411 voix (15,07 %), puis Jean-Louis Tixier-Vignancour 98 (3,59 %), Pierre Marcilhacy 73 (2,68 %) et Marcel Barbu 40 (1,47 %). Sur 3 213 inscrits, 2 765 personnes prennent par au vote, et 2 728 votes sont exprimés, soit 86,06 % de participants à Aubigny.
Au second tour, Charles de Gaulle reste premier avec 1 405 voix (52,92 %), face aux 1 250 voix (47,08 %) de son adversaire François Mitterrand. Le taux de participation s'élève à 85,02 %. Sur 3 210 électeurs inscrits, 2 729 albiniens prennent part au vote, et 2 655 suffrages sont exprimés.

#### Élection présidentielle de 1848
Le 11 décembre 1848 se déroule la première élection présidentielle française. 1 266 électeurs sont inscrits sur les listes. 944 albiniens (74,57 %) prennent part au vote au suffrage « universel » masculin. 10 bulletins dépouillés sont nuls ou blancs. Louis-Napoléon Bonaparte (Bonapartiste) obtient 811 voix (85,91 %), Alexandre Ledru-Rollin (Montagne) 66 (6,99 %) et Louis Eugène Cavaignac (Républicains modérés) 57 (6,04 %).

### Liste des maires
| Période       | Période                       | Identité         | Étiquette    | Qualité |
| ------------- | ----------------------------- | ---------------- | ------------ | --- |
| mars 1989     | octobre 2012                  | Yves Fromion     | RPR puis UMP | Saint-cyrien, officier, membre du corps préfectoral Adjoint au maire de Charny Conseiller régional du Centre (1986 → 1998) Suppléant de Jean-François Deniau (1993-1997) Député du Cher (1997 → 2017) Démissionnaire |
| novembre 2012 | avril 2015                    | Michel Autissier | UMP          | Conseiller général puis départemental d'Aubigny-sur-Nère (1998 → ) Président du Conseil départemental du Cher (2015 → ) Démissionnaire à la suite de son élection comme président du conseil départemental           |
| avril 2015    | En cours (au 15 juillet 2020) | Laurence Renier  | LR           | Collaboratrice d’Yves Fromion député de la 1re circonscription du Cher Présidente de la CC Sauldre et Sologne (2017 → ) Conseillère régionale du Centre-Val de Loire, Présidente du pays Sancerre Sologne            |

### Distinctions et labels
La commune possède le label ville fleurie, quatre fleurs lui ont été attribuées en 2009 par le conseil national des villes et villages fleuris de France au Concours des villes et villages fleuris. En 2021, seules deux villes sont labellisées « 4 fleurs » dans le département du Cher, Bourges et Aubigny. Lors du concours départemental de 2019, Aubigny-sur-Nère a obtenu le prix spécial du meilleur accueil, quant à l'office de tourisme de la ville, il reçoit le second prix dans la catégorie des offices de tourismes et points d'information.
En 2010, Aubigny-sur-Nère reçoit le prix Les Étoiles du tourisme, récompensant les villes plaçant le secteur touristique comme étant un important vecteur d'économie et valorisant les produits de leur terroir.
La ville est également dotée du label Petite Cité de caractère depuis décembre 2017,.
Depuis le 12 avril 2021, Aubigny-sur-Nère est reconnue officiellement comme étant Petite ville de demain. Cette initiative a pour objectif de soutenir financièrement les villes de moins de 20 000 habitants afin de les redynamiser dans les secteurs économiques et écologiques.
Le 30 juin 2022, le marché d'Aubigny-sur-Nère arrive à la 11e place au concours Votre plus beau marché de France, présenté sur TF1,. En 5 éditions du concours, le marché d'Aubigny établit le meilleur résultat de la région Centre-Val de Loire. Sur les 191 candidats, le marché d'Aubigny avait été présélectionné pour faire partie des 24 marchés finalistes le 8 avril 2022. Il était arrivé en tête du classement régional cumulant 12 999 votes, soit 17 % des suffrages.
Le 23 août 2023, Aubigny-sur-Nère se voit décerner le label Ville active et sportive 3 lauriers lors d'une cérémonie à Dijon.

### Jumelages

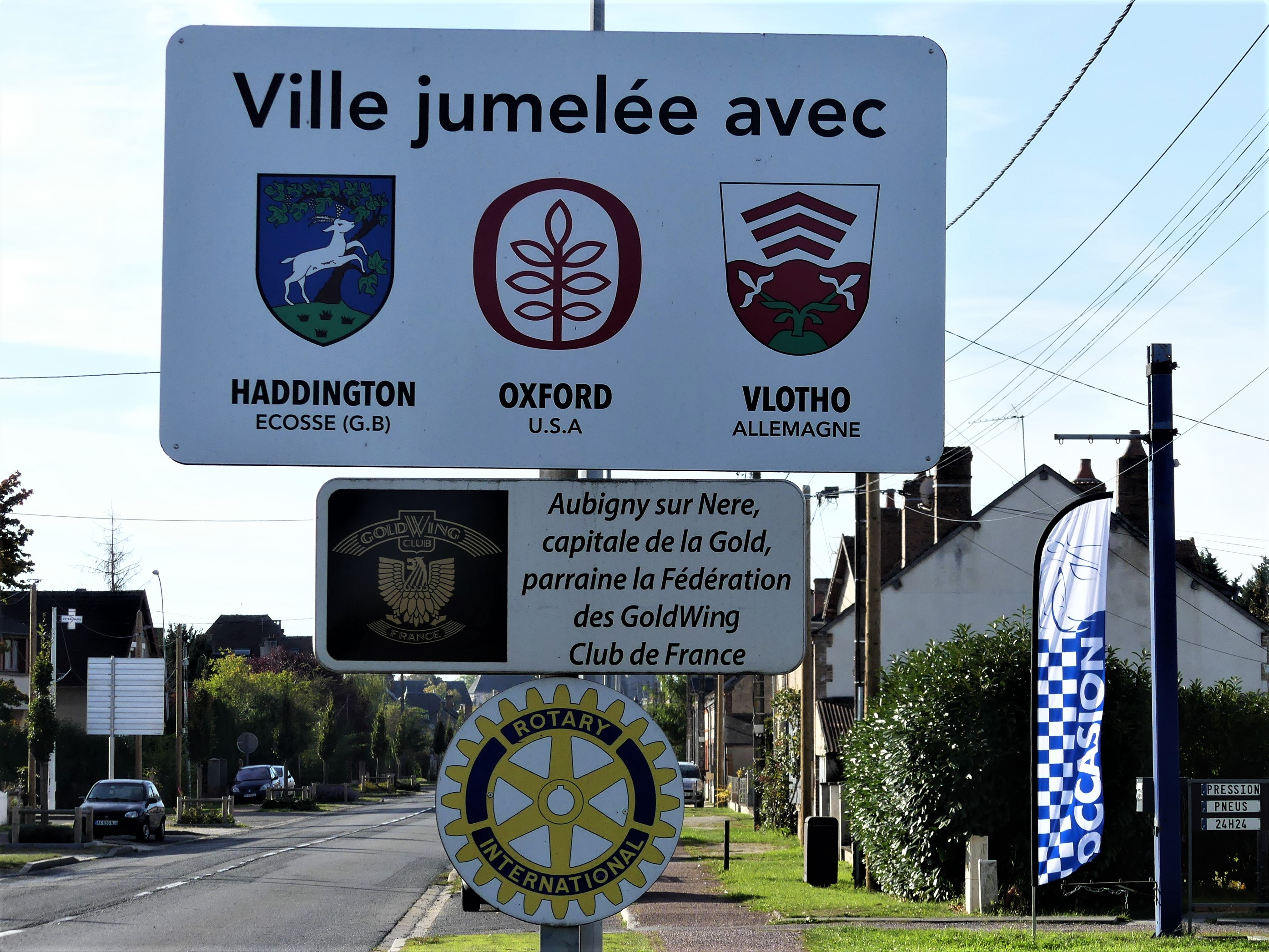
Panneau de jumelages d'Aubigny-sur-Nère.

| Haddington Vlotho Plopana |

| Oxford (Mississippi) |

### Finances locales

#### Gestion budgétaire
En 2019, la dette de la ville cumule à 2 746 270 €, soit 489 € par habitant. La moyenne nationale est de 952 € par habitant.

## Population et société

### Démographie
L'évolution du nombre d'habitants est connue à travers les recensements de la population effectués dans la commune depuis 1793. Pour les communes de moins de 10 000 habitants, une enquête de recensement portant sur toute la population est réalisée tous les cinq ans, les populations de référence des années intermédiaires étant quant à elles estimées par interpolation ou extrapolation. Pour la commune, le premier recensement exhaustif entrant dans le cadre du nouveau dispositif a été réalisé en 2007.

En 2022, la commune comptait 5 464 habitants, en évolution de −0,91 % par rapport à 2016 (Cher : −2,48 %, France hors Mayotte : +2,11 %).
| 1793  | 1800  | 1806  | 1821  | 1831  | 1836  | 1841  | 1846  | 1851  |
| ----- | ----- | ----- | ----- | ----- | ----- | ----- | ----- | ----- |
| 1 769 | 1 769 | 2 130 | 1 962 | 2 169 | 2 206 | 2 176 | 2 416 | 2 530 |

| 1856  | 1861  | 1866  | 1872  | 1876  | 1881  | 1886  | 1891  | 1896  |
| ----- | ----- | ----- | ----- | ----- | ----- | ----- | ----- | ----- |
| 2 515 | 2 654 | 2 633 | 2 543 | 2 542 | 2 602 | 2 585 | 2 480 | 2 552 |

| 1901  | 1906  | 1911  | 1921  | 1926  | 1931  | 1936  | 1946  | 1954  |
| ----- | ----- | ----- | ----- | ----- | ----- | ----- | ----- | ----- |
| 2 636 | 2 539 | 4 547 | 4 020 | 3 820 | 3 854 | 3 758 | 3 694 | 3 894 |

| 1962  | 1968  | 1975  | 1982  | 1990  | 1999  | 2006  | 2007  | 2012  |
| ----- | ----- | ----- | ----- | ----- | ----- | ----- | ----- | ----- |
| 4 569 | 5 242 | 5 468 | 5 600 | 5 803 | 5 907 | 5 775 | 5 751 | 5 590 |

| 2017  | 2022  | - | - | - | - | - | - | - |
| ----- | ----- | - | - | - | - | - | - | - |
| 5 488 | 5 464 | - | - | - | - | - | - | - |

Aubigny-sur-Nère est la septième ville la plus peuplée du Cher sur un total de 287 communes.
| tranches d'âges   | total | %     | homme | %    | femme | %    |
| ----------------- | ----- | ----- | ----- | ---- | ----- | ---- |
| 0 à 14 ans        | 772   | 14,0  | 399   | 7,3  | 373   | 6,8  |
| 15 à 29 ans       | 801   | 14,6  | 442   | 8,0  | 359   | 6,5  |
| 30 à 44 ans       | 817   | 14,8  | 396   | 7,2  | 421   | 7,7  |
| 45 à 59 ans       | 1 154 | 21,0  | 562   | 10,2 | 592   | 10,8 |
| 60 à 74 ans       | 1 108 | 20,1  | 519   | 9,4  | 589   | 10,7 |
| plus de 75 ans    | 850   | 15,4  | 314   | 5,7  | 536   | 9,7  |
| ensemble des âges | 5 502 | 100,0 | 2 632 | 47,8 | 2 870 | 52,2 |

### Enseignement
La commune est située dans l'académie d'Orléans-Tours et accueille les établissements suivants :
- École maternelle du Printemps ;
- École primaire des Grands-Jardins ;
- École maternelle et primaire privée Sainte-Solange ;
- Collège Gérard-Philipe.

### Culture

#### Lieux culturels
- Musée Pierre-Rateau
- Maison François Ier : maison des métiers d'arts de la table et de la gastronomie ou expositions d'œuvres artistiques
- Maison Victorine : exposition sur le vieil Aubigny (la mémoire des Albiniens) de mai à octobre
- Atomic cinéma
- Centre d'interprétation de l'Auld Alliance dans le château des Stuarts et Mémorial de l'Auld Alliance

#### Associations culturelles
- Aéroclub d'Aubigny-sur-Nère
- Association de l'union des Lao-Hmong d'Aubigny-sur-Nère
- École de musique d'Aubigny et du Cher-Nord[112]
- Les Restos du Cœur
- Pipe band Aubigny Auld Alliance
- Rotary Club Aubigny Argent (expositions de véhicules de prestige)

Aubigny compte d'autres associations récréationnelles ou solidaires.

### Sports
La ville d'Aubigny est équipée de 2 gymnases, un dojo, une piscine couverte, un city stade, 2 stades de football, 2 terrains de rugby, un centre équestre dont son hippodrome, un terrain de basket, un boulodrome, un skatepark et 6 courts de tennis.
Des évènements sportifs sont organisés régulièrement tels que des courses à pied (cross des Étangs) ou bien des randonnées. L'association Aubigny Cyclotourisme Marche VTT organise des sorties pour favoriser les activités physiques à travers la région Centre-Val de Loire.

### Autres équipements

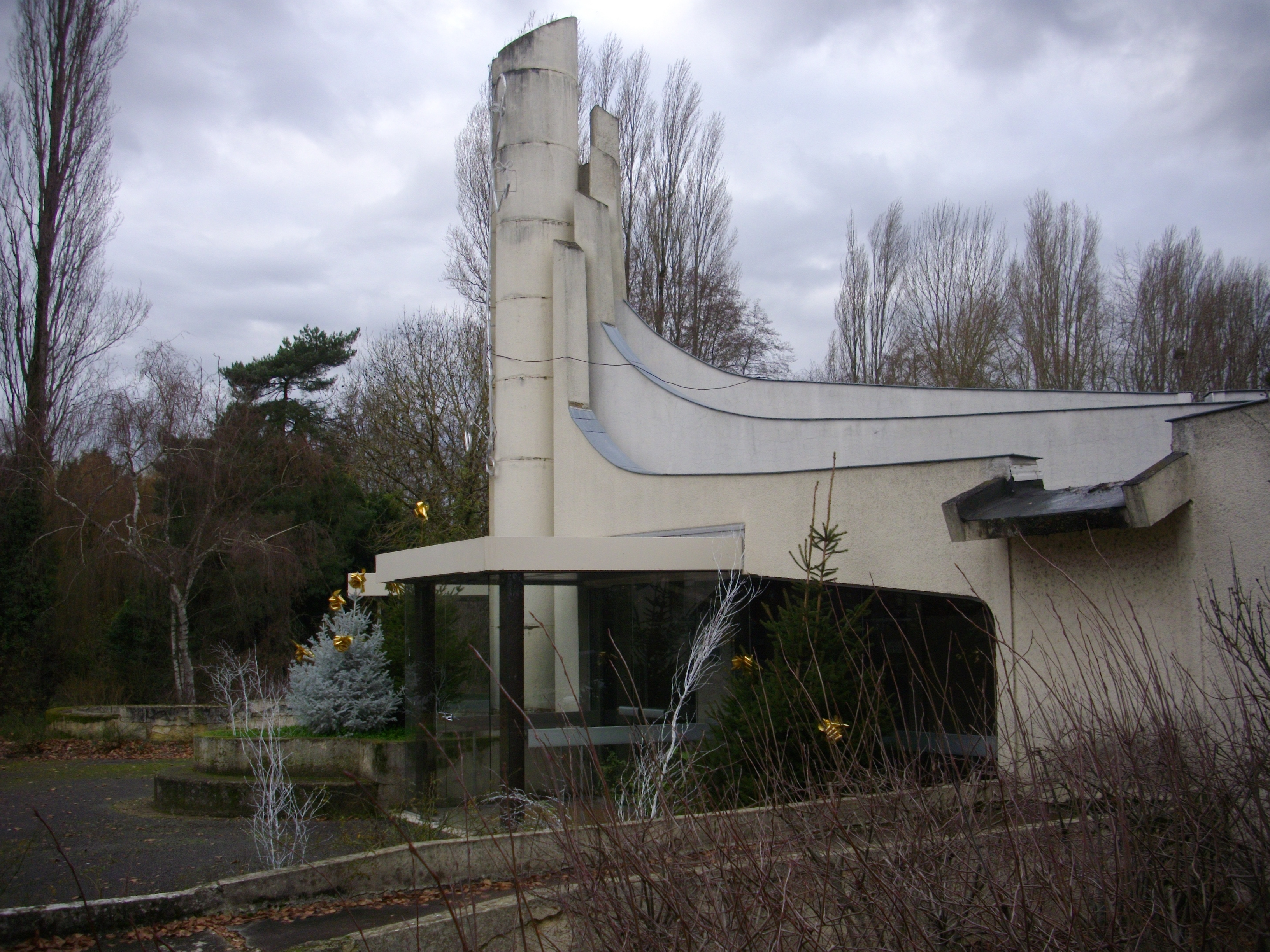
La salle des fêtes.

### Manifestations culturelles et festivités

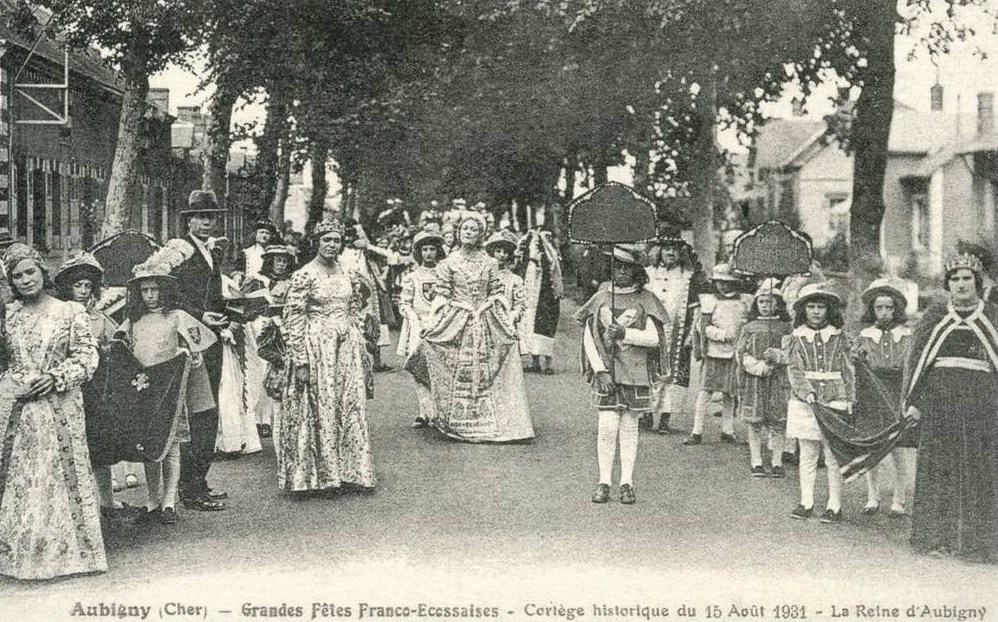
Cortège historique des Grandes fêtes franco-écossaises d'Aubigny en 1931.

Aubigny a eu des liens avec l'Écosse pendant les 400 années de présence de la famille des Stuarts. Aussi depuis 1990, elle célèbre cette identité en organisant des fêtes franco-écossaises chaque année autour du 14 juillet. Sont organisés : des spectacles et représentations historiques son et lumière, un marché médiéval, un concert et un défilé de pipe-bands ainsi qu'une procession en tenue traditionnelle écossaise. À noter que la première édition des fêtes a eu lieu le 15 août 1931, mais qu'elles ne sont annuelles que depuis 1990,.

### Médias

#### Presse écrite
- La Bouinotte
- La Voix du Sancerrois
- Le Berry républicain
- Le Journal de Gien
- Le Petit Solognot

#### Radios
Émetteur local :
- Nostalgie (95.6)
- Clash FM (106.5)
- Radio Numéro 1 (107.5)

À proximité :
- France Bleu Auxerre (101.3 Auxerre - Molesmes)
- France Bleu Berry (103.2 Bourges - Neuvy-Deux-Clochers)
- France Bleu Orléans (103.6 Gien)
- France Culture (88.5 Bourges - Neuvy-Deux-Clochers)
- France Inter (94.9 Bourges - Neuvy-Deux-Clochers)
- France Musique (91.8 Bourges - Neuvy-Deux-Clochers)
- RCF en Berry (104.9 Sancerre)
- Vibration (106.9 Sancerre)

#### Télévision
- France 3 Bourgogne
- France 3 Centre-Val de Loire

## Économie

### Entreprises
En 2021, 27 entreprises ont été créées dans la ville. En hausse de 35 % par rapport à 2020, où 20 entreprises avaient été créées.
Liste des principales entreprises exerçant leur activité à Aubigny-sur-Nère :
- Mecachrome, installé dans la commune depuis 1962 : mécanique de précision pour l'aéronautique (Airbus) et développement, usinage et assemblage de moteurs de Formule 1 (Renault Sport). L'entreprise emploie environ 600 à 650 personnes[116] ;
- Wilo Intec (anciennement WSC et Moteurs Drouard) : étude et réalisation de pompes et ventilateurs, filiale du groupe allemand Wilo SE, équipementier pour l'industrie des chaudières de chauffage central. L'entreprise emploie environ 400 personnes[117] ;
- Sotomob : création et réalisation de meubles en aggloméré, située avenue de l'hippodrome Antoine-de-Vogüé, l'entreprise emploie environ 40 personnes[118] ;
- Butagaz : entreprise de remplissage de bouteilles de gaz, située avenue Eugène-Casella, l'entreprise emploie environ 30 personnes[119].

### Répartition par secteurs et nombre de salariés
En 2019, 213 établissements actifs étaient recensés à Aubigny-sur-Nère. La part des transports, des commerces et des services est de 61,5 %. L'administration publique, l'enseignement, la santé et l'action sociale représentent 15,5 %. La part de la construction est de 8,9 %. Celle de l'industrie est de 9,4 %. Enfin la part de l'agriculture est de 4,7 %.
72,8 % des établissements ont entre 1 et 9 salariés. 18,8 % des établissements ont plus de 10 salariés dans la commune. 8,5 % des établissements n'ont pas de salarié.

### Emploi

#### Revenu
Le salaire mensuel moyen par foyer fiscal est de 1 852 €. En France, il est en moyenne de 1 871 €.

#### Chômage et inactivité
Le taux de chômage était de 11,8 % en 2019, soit 275 chômeurs sur la commune. Le taux d'inactivité s'élève à 25,4 %, dont 8,6 % sont retraités et 6,8 % sont élèves, étudiants ou stagiaires non rémunérés.

#### Secteur d'activité
En 2019, 46,4 % des salariés travaillent dans le secteur de l'industrie, soit 1 149 personnes. 27,9 % des salariés ont un poste dans le secteur du commerce, des transports ou des services divers, ce qui comprend 691 personnes. 22 % des salariés ont un emploi dans l'administration publique, l'enseignement, la santé ou l'action sociale, ce qui représente 546 habitants de la commune. 3 % des salariés sont employés dans le secteur de la construction, ce qui englobe 75 personnes. 0,6 % des salariés travaillent dans le secteur de l'agriculture, de la sylviculture ou de la pêche, soit 16 Albiniens.

## Culture locale et patrimoine

### Lieux et monuments
- Maisons à colombages de l'époque Renaissance qui ont la particularité d'avoir toutes été construites en une ou deux générations. Parmi ces maisons, la plus remarquable est celle dite de François Ier[123]. On peut aussi citer celle du Bailly[124], celle dite de Jeanne d'Arc[125], l'ancienne auberge dite Maison Saint-Jean[126] ;
- Vestiges des fortifications de la ville[127], trois tours de garde sont visibles au nord de la commune ;
- Château des Stuarts (aujourd'hui hôtel de ville)[128],[129] ;
- Église Saint-Martin (principal édifice gothique du Haut-Berry), vitraux du XVIe siècle[130],[131] ;
- Cloître des Augustins (ancien hospice)[132] ;
- Mémorial Pierre-Rateau, compagnon de la Libération ;
- Les Grands jardins.

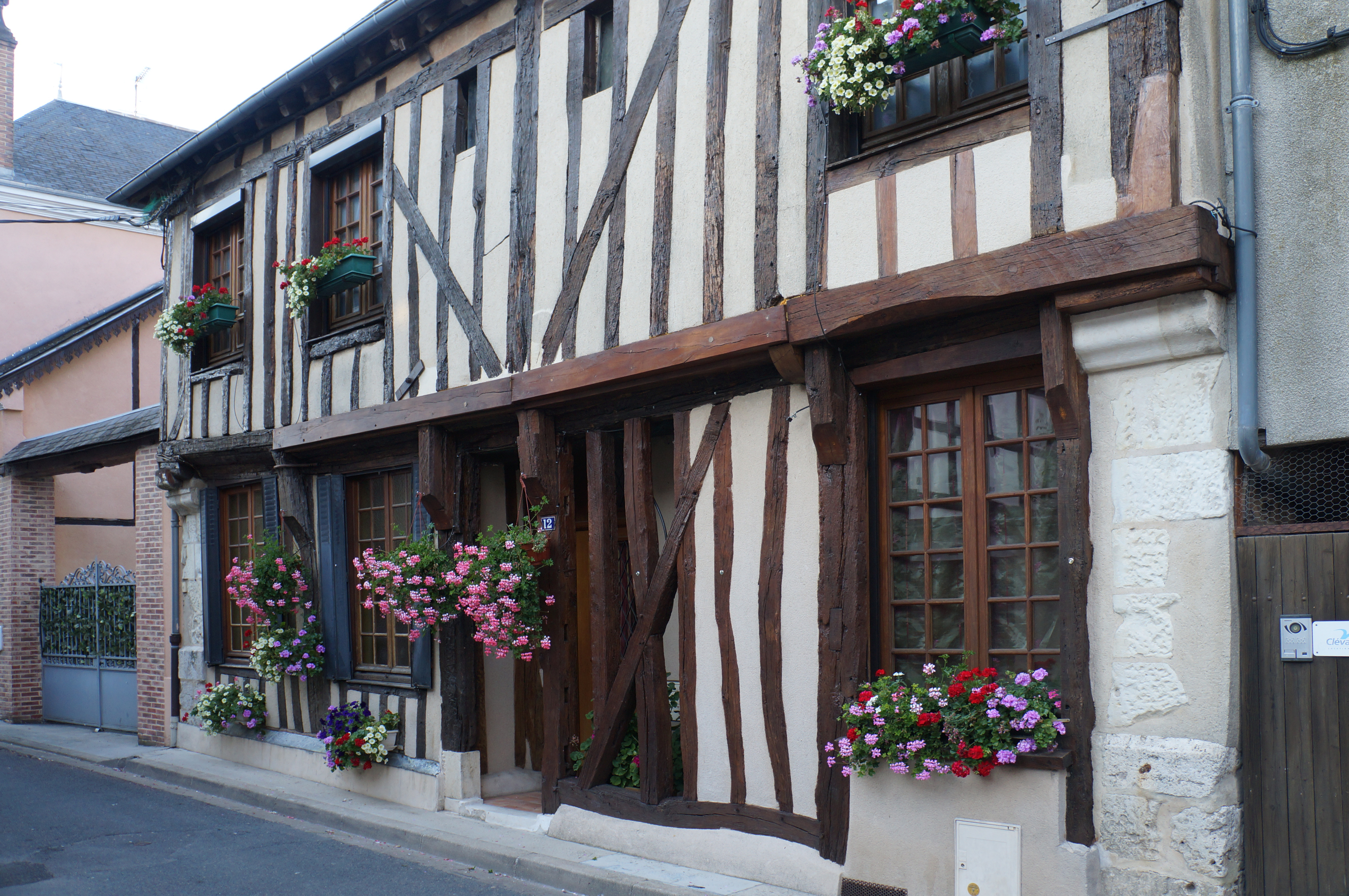
Maison 12 rue du Bourg-Coûtant.
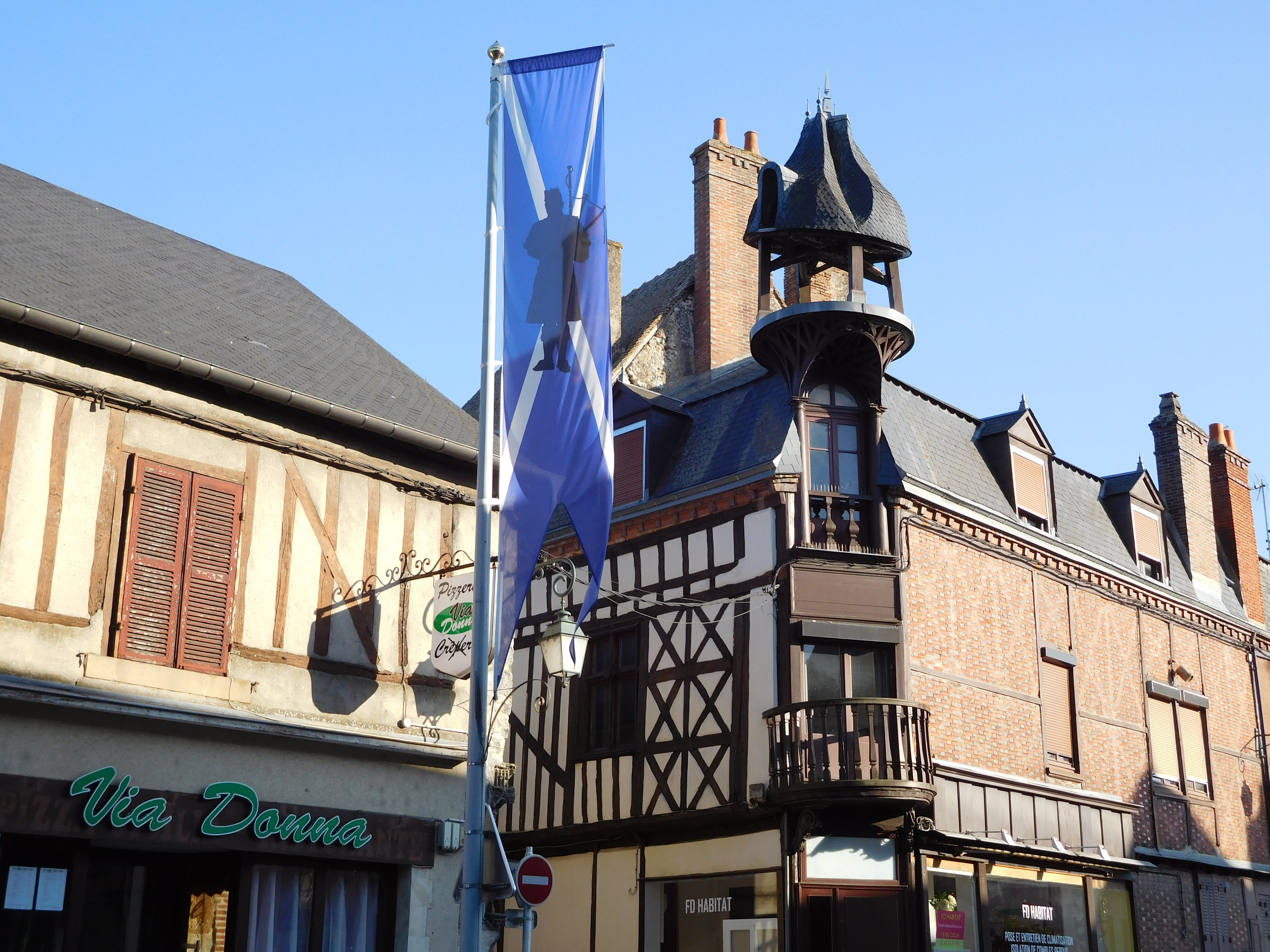
Maison Bourdoiseau.
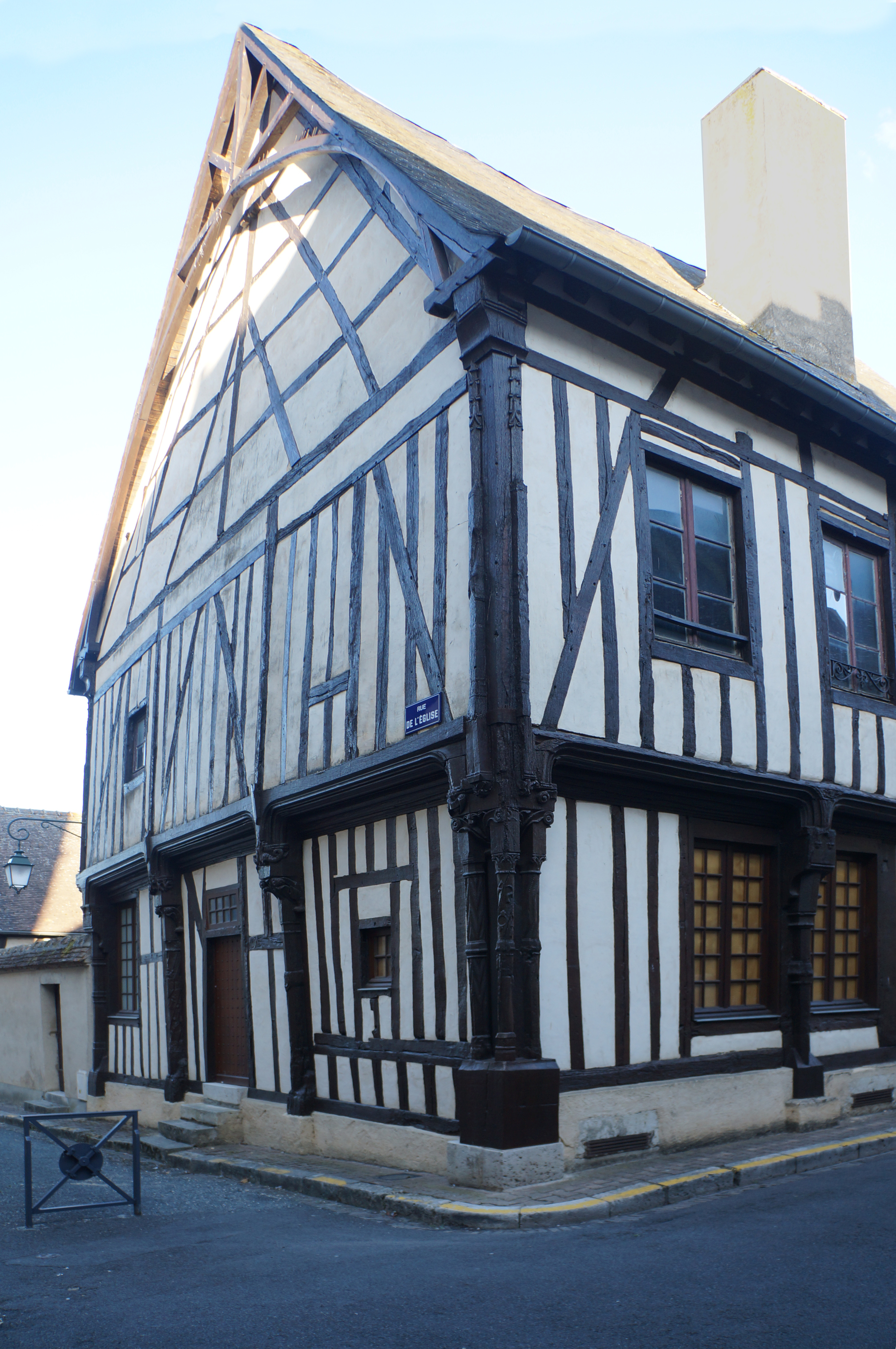
Maison rue Pousse-Pannier.
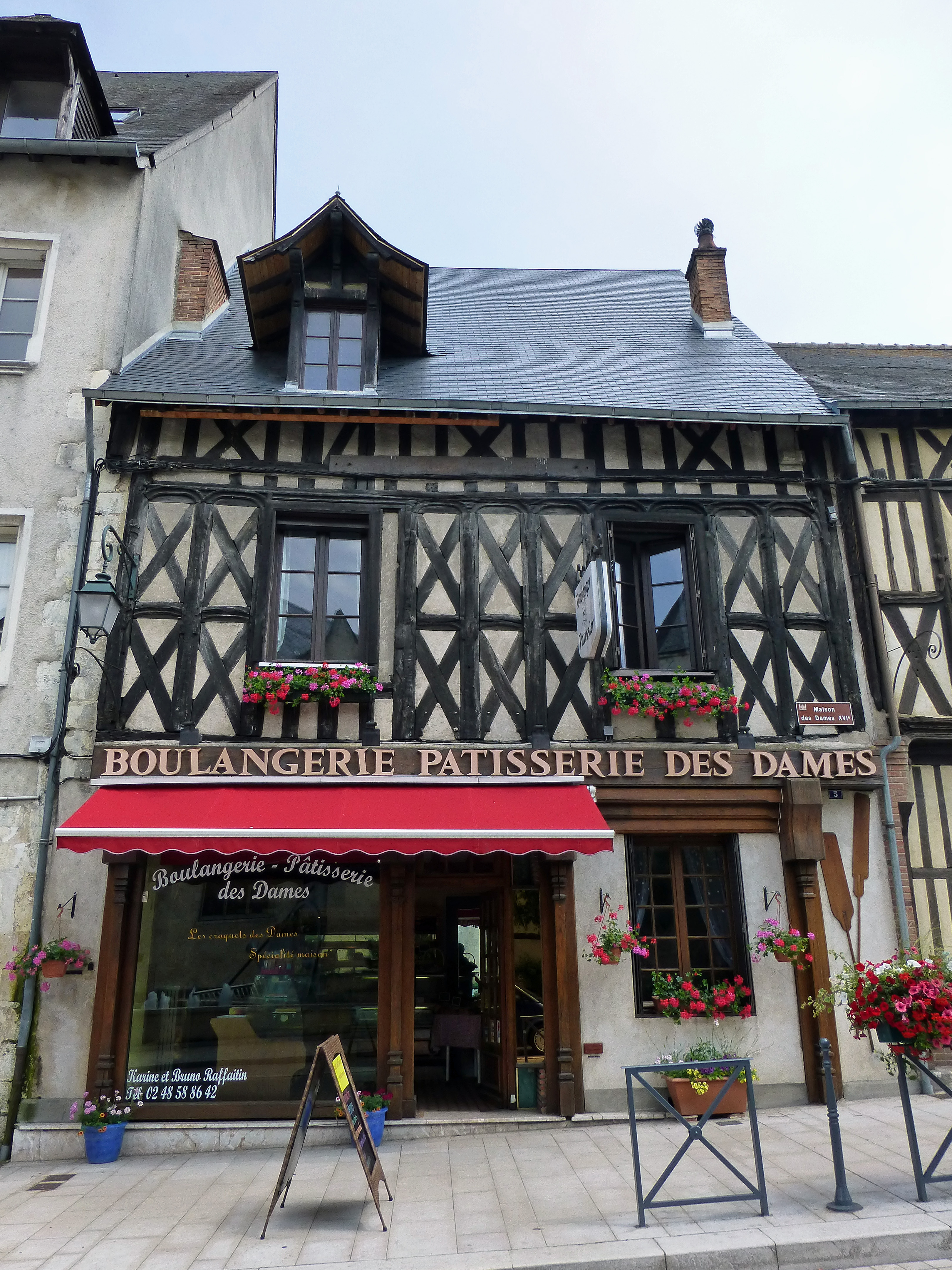
Maison des Dames.
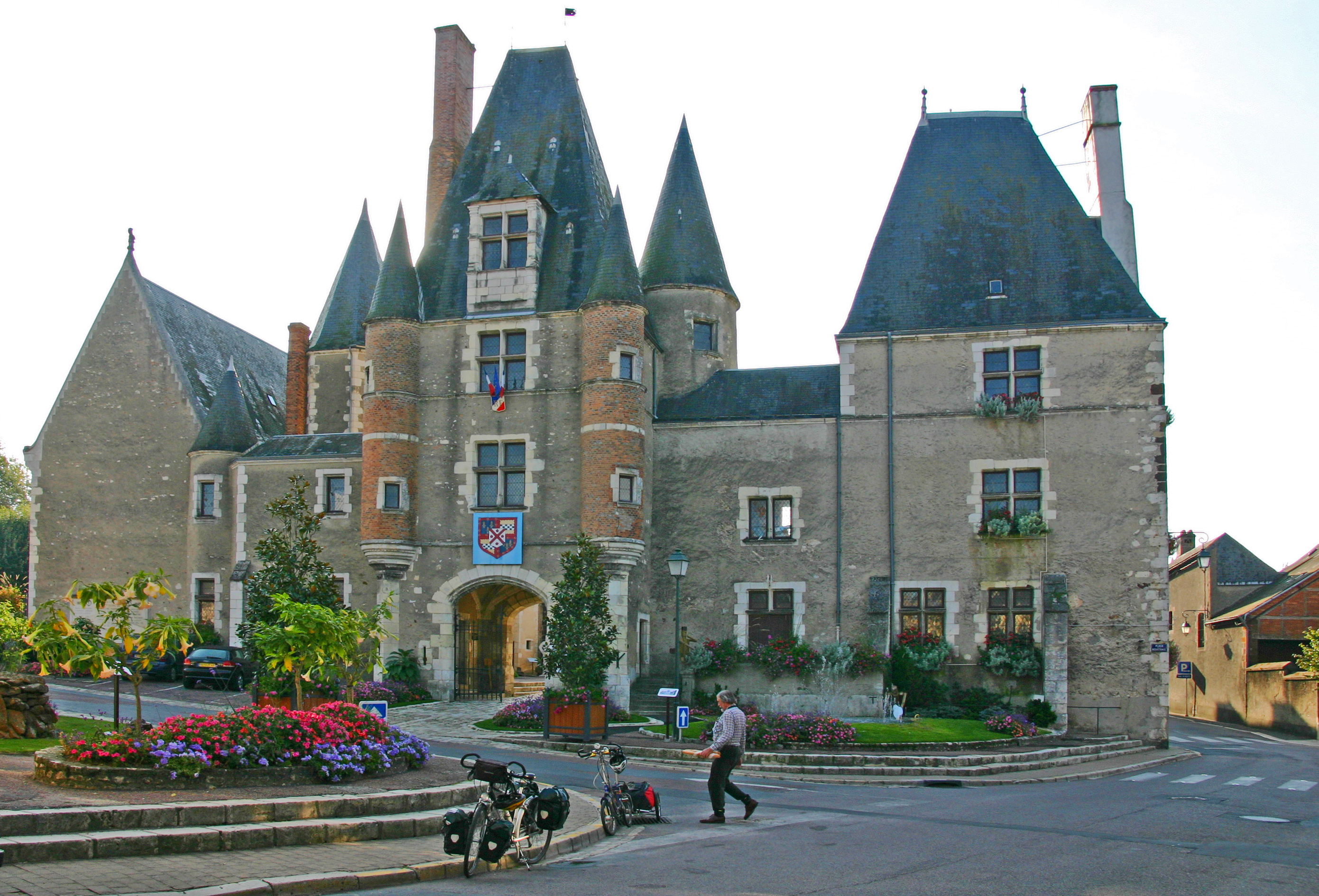
Le château.
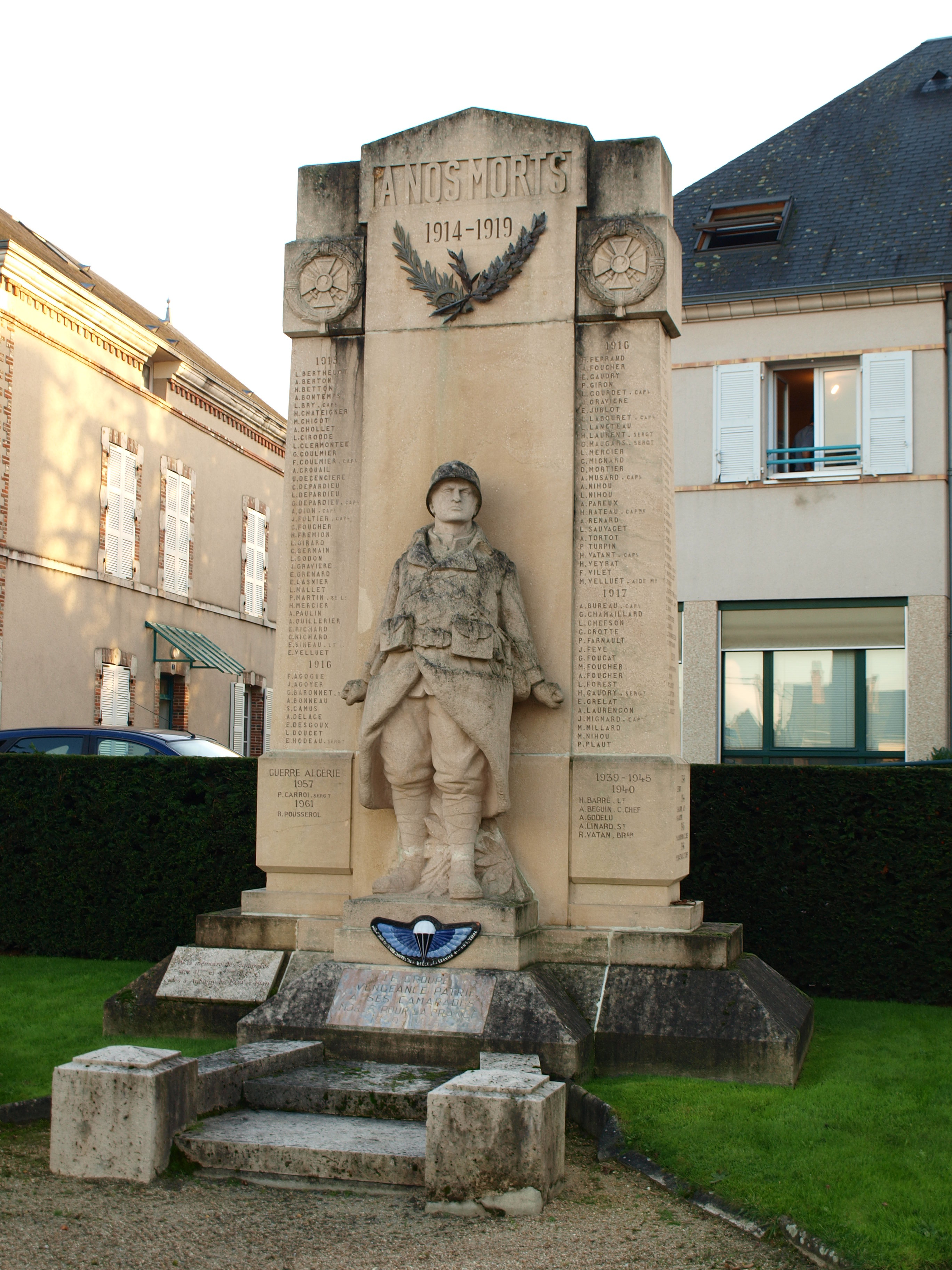
Le monument aux morts.

### Personnalités liées à la commune

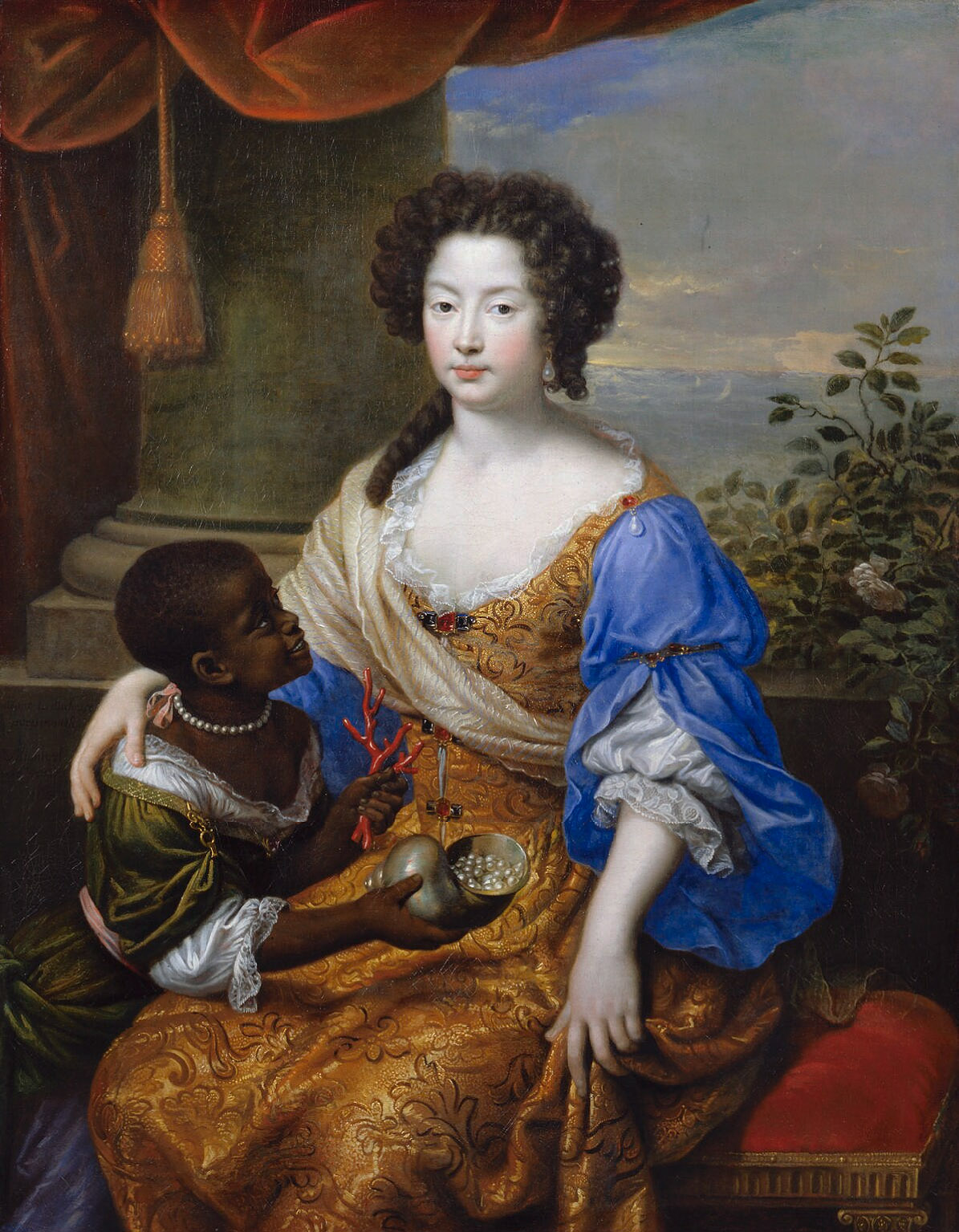
Louise de Keroual.
Portrait de Pierre Mignard.

- Jean Stuart de Darnley (vers 1381–1424).
- Bérault Stuart d'Aubigny (vers 1452-1508).
- Robert Stuart d'Aubigny (1470-1544).
- Louise Renée de Penancoët de Keroual (1649-1734).
- Jacques Foucher (1753-1819), député à l'Assemblée législative et à la Convention nationale, installé à Aubigny en 1774 et mort dans cette ville.
- Philippe-Frédéric Blandin (1798-1849), chirurgien, né à Aubigny.
- Marguerite Audoux (1863-1937), romancière française, prix Femina 1910 pour Marie-Claire, fut bergère et servante de ferme à Sainte-Montaine de 1877 à 1881, un musée lui est consacré à Aubigny-sur-Nère.
- Théophile Moreux, dit l'abbé Moreux (1867-1954), inhumé au cimetière d'Aubigny.
- William Faulkner (1897-1962), écrivain américain qui avait prévu de séjourner durant l'été 1963 à Aubigny mais qui est décédé avant d'y aller.
- Pierre Rateau (1913-1956), Compagnon de la Libération, né à Aubigny.
- Marcel Fort (1919-1998), remplaçant de Zappy Max pour plusieurs émissions radiophoniques, attaché à la ville d'Aubigny et dont la femme et les filles avaient passé des vacances aux Naudins, près de la Verrerie.
- Pierre Paoli (1921-1946), agent de la Gestapo, né à Aubigny.
- Roselyne Bachelot (née en 1946), femme politique, fille de Jean Narquin qui fut chirurgien-dentiste à Aubigny.
- Patrick Pélata (né en 1955), industriel, fils de Roger qui fut maire d'Aubigny de 1983 à 1989.
- Miguel Pineda (né en 1964), footballeur franco-espagnol qui a évolué à l'Espanyol de Barcelone, a eu pour club formateur l'Entente Sportive Aubigny Football.

### Héraldique
| Blason d'Aubigny-sur-Nère | Les armes d'Aubigny-sur-Nère se blasonnent ainsi : De gueules, aux fermaillets d'or. |